# Japán az 1992. évi nyári olimpiai játékokon
Japán a spanyolországi Barcelonában megrendezett 1992. évi nyári olimpiai játékok egyik részt vevő nemzete volt. Az országot az olimpián 24 sportágban 256 sportoló képviselte, akik összesen 22 érmet szereztek.

## Érmesek
| Érem  | Versenyző | Sportág       | Versenyszám                 |
| ----- | --- | ------------- | --------------------------- |
| Arany | Koga Tosihiko | Cselgáncs     | Férfi könnyűsúly            |
| Arany | Josida Hidehiko | Cselgáncs     | Férfi váltósúly             |
| Arany | Ivaszaki Kjóko | Úszás         | Női 200 m mell              |
| Ezüst | Morisita Kóicsi | Atlétika      | Férfi maraton               |
| Ezüst | Arimori Júko | Atlétika      | Női maraton                 |
| Ezüst | Ogava Naoja | Cselgáncs     | Férfi nehézsúly             |
| Ezüst | Tamura Rjóko | Cselgáncs     | Női légsúly                 |
| Ezüst | Mizogucsi Noriko | Cselgáncs     | Női harmatsúly              |
| Ezüst | Tanabe Jóko | Cselgáncs     | Női félnehézsúly            |
| Ezüst | Vatanabe Kazumi | Sportlövészet | Trap                        |
| Ezüst | Iketani Jukio | Torna         | Férfi talaj                 |
| Bronz | Nemzeti válogatott Itó Tomohito Kavabata Sinicsiró Kodzsima Hirotami Kohijama Maszahito Kokubo Hiroki Miva Takasi Nakamoto Hirosi Nisi Maszafumi Nisijama Kazutaka Ósima Kóicsi Szakagucsi Hirojuki Szató Jaszuhiro Szató Sinicsi Szugijama Kento Szugiura Maszanori Takami Jaszunori Tógó Akihiro Tokunaga Kódzsi Vakabajasi Sigeki Vatanabe Kacumi | Baseball      | Férfi                       |
| Bronz | Akaisi Kószei | Birkózás      | Férfi szabadfogás, 68 kg    |
| Bronz | Kosino Tadanori | Cselgáncs     | Férfi légsúly               |
| Bronz | Okada Hirotaka | Cselgáncs     | Férfi középsúly             |
| Bronz | Tateno Csijori | Cselgáncs     | Női könnyűsúly              |
| Bronz | Szakaue Jóko | Cselgáncs     | Női nehézsúly               |
| Bronz | Koba Rjóhei | Sportlövészet | Férfi sportpuska, összetett |
| Bronz | Okuno Fumiko | Szinkronúszás | Egyéni                      |
| Bronz | Okuno Fumiko Takajama Aki | Szinkronúszás | Páros                       |
| Bronz | Macunaga Maszajuki | Torna         | Férfi korlát                |
| Bronz | Aihara Jutaka Csinen Takasi Hatakeda Josiaki Iketani Jukio Macunaga Maszajuki Nisikava Daiszuke | Torna         | Férfi csapat összetett      |

| Sport         |   |   |    | Összesen |
| Asztalitenisz | 0 | 0 | 0  | 0        |
| Atlétika      | 0 | 2 | 0  | 2        |
| Baseball      | 0 | 0 | 1  | 1        |
| Birkózás      | 0 | 0 | 1  | 1        |
| Cselgáncs     | 2 | 4 | 4  | 10       |
| Evezés        | 0 | 0 | 0  | 0        |
| Íjászat       | 0 | 0 | 0  | 0        |
| Kajak-kenu    | 0 | 0 | 0  | 0        |
| Kerékpározás  | 0 | 0 | 0  | 0        |
| Lovaglás      | 0 | 0 | 0  | 0        |
| Műugrás       | 0 | 0 | 0  | 0        |
| Ökölvívás     | 0 | 0 | 0  | 0        |
| Öttusa        | 0 | 0 | 0  | 0        |
| Röplabda      | 0 | 0 | 0  | 0        |
| Sportlövészet | 0 | 1 | 1  | 2        |
| Súlyemelés    | 0 | 0 | 0  | 0        |
| Szinkronúszás | 0 | 0 | 2  | 2        |
| Tenisz        | 0 | 0 | 0  | 0        |
| Tollaslabda   | 0 | 0 | 0  | 0        |
| Torna         | 0 | 1 | 2  | 3        |
| Úszás         | 1 | 0 | 0  | 1        |
| Vitorlázás    | 0 | 0 | 0  | 0        |
| Vívás         | 0 | 0 | 0  | 0        |
| Összesen      | 3 | 8 | 11 | 22       |

| Naponként | Naponként    | Naponként | Naponként | Naponként | Naponként | Naponként |
| --------- | ------------ | --------- | --------- | --------- | --------- | --------- |
| Nap       | Dátum        |           |           |           | Összesen  |           |
| 1.nap     | Július 25.   | —         | —         | —         | —         |           |
| 2.nap     | Július 26.   | 0         | 0         | 0         | 0         |           |
| 3.nap     | Július 27.   | 1         | 1         | 1         | 3         |           |
| 4.nap     | Július 28.   | 0         | 1         | 0         | 1         |           |
| 5.nap     | Július 29.   | 0         | 0         | 2         | 2         |           |
| 6.nap     | Július 30.   | 1         | 0         | 0         | 1         |           |
| 7.nap     | Július 31.   | 1         | 0         | 2         | 3         |           |
| 8.nap     | Augusztus 1. | 0         | 2         | 0         | 2         |           |
| 9.nap     | Augusztus 2. | 0         | 3         | 2         | 5         |           |
| 10.nap    | Augusztus 3. | 0         | 0         | 0         | 0         |           |
| 11.nap    | Augusztus 4. | 0         | 0         | 0         | 0         |           |
| 12.nap    | Augusztus 5. | 0         | 0         | 2         | 2         |           |
| 13.nap    | Augusztus 6. | 0         | 0         | 1         | 1         |           |
| 14.nap    | Augusztus 7. | 0         | 0         | 1         | 1         |           |
| 15.nap    | Augusztus 8. | 0         | 0         | 0         | 0         |           |
| 16.nap    | Augusztus 9. | 0         | 1         | 0         | 1         |           |
| Összesen  |              | 3         | 8         | 11        | 22        |           |

## Asztalitenisz
Férfi
| Versenyző                            | Versenyszám | Csoportkör | Csoportkör | Nyolcaddöntő      | Negyeddöntő       | Elődöntő          | Döntő             | Helyezés |
| Versenyző                            | Versenyszám | Ellenfél Eredmény | Hely.      | Ellenfél Eredmény | Ellenfél Eredmény | Ellenfél Eredmény | Ellenfél Eredmény | Helyezés |
| ------------------------------------ | ----------- | --- | ---------- | ----------------- | ----------------- | ----------------- | ----------------- | -------- |
| Macusita Kódzsi                      | Egyes       | K csoport · Oleyumi Bankole (NGR) · 2-0 · Ráed Hamdán (KSA) · 2-0 · Vang Tao (Wang Tao) (CHN) · 1-2                                                                                                | 2.         | kiesett           | kiesett           | kiesett           | kiesett           | 17.      |
| Sibutani Hirosi                      | Egyes       | O csoport · Peter Jackson (NZL) · 2-0 · Rubén Arado (CUB) · 2-0 · Yi Ding (AUT) · 0-2 | 2.         | kiesett           | kiesett           | kiesett           | kiesett           | 17.      |
| Vatanabe Takehiró                    | Egyes       | N csoport · Kim Szonghi (Kim Szonghi, Kim Song-Hui) (PRK) · 0-2 · Steffen Fetzner (GER) · 1-2 · Marcos Núñez (CHI) · 2-0                                                                           | 3.         | kiesett           | kiesett           | kiesett           | kiesett           | 33.      |
| Macusita Kódzsi Sibutani Hirosi      | Páros       | C csoport · Franciaország (FRA) · Nicolas Chatelain · Patrick Chila · 2-0 · Chile (CHI) · Augusto Morales · Marcos Núñez · 2-0 · Németország (GER) · Steffen Fetzner · Jörg Roßkopf · 0-2          | 2.         |                   | kiesett           | kiesett           | kiesett           | 9.       |
| Nakamura Kindzsiró Vatanabe Takehiró | Páros       | E csoport · Svédország (SWE) · Mikael Appelgren · Jan-Ove Waldner · 0-2 · Független résztvevők (IOP) · Slobodan Grujić · Ilija Lupulesku · 0-2 · India (IND) · Kamles Mehta · Sujay Ghorpade · 2-0 | 3.         |                   | kiesett           | kiesett           | kiesett           | 17.      |

Női
| Versenyző                         | Versenyszám | Csoportkör | Csoportkör | Nyolcaddöntő                        | Negyeddöntő       | Elődöntő          | Döntő             | Helyezés |
| Versenyző                         | Versenyszám | Ellenfél Eredmény | Hely.      | Ellenfél Eredmény                   | Ellenfél Eredmény | Ellenfél Eredmény | Ellenfél Eredmény | Helyezés |
| --------------------------------- | ----------- | --- | ---------- | ----------------------------------- | ----------------- | ----------------- | ----------------- | -------- |
| Hosino Mika                       | Egyes       | L csoport · Yolanda Rodríguez (CUB) · 2-0 · Nihal Meshref (EGY) · 2-0 · Valentina Popovová (EUN) · 2-0 | 1.         | Csen Ce-ho (Chen Zihe) (CHN) · 0-3  | kiesett           | kiesett           | kiesett           | 9.       |
| Szató Rika                        | Egyes       | E csoport · Ling Ling Minangmojo (INA) · 2-0 · Patience Opokua (GHA) · 2-0 · Csen Ce-ho (Chen Zihe) (CHN) · 0-2 | 2.         | kiesett                             | kiesett           | kiesett           | kiesett           | 17.      |
| Jamasita-Kaizu Fumijo             | Egyes       | P csoport · Abiola Odumosu (NGR) · 2-0 · Eliana González (PER) · 2-0 · Jelena Tyimina (EUN) · 2-1 | 1.         | Ju Szunbok (Yu Sun-Bok) (PRK) · 2-3 | kiesett           | kiesett           | kiesett           | 9.       |
| Macumoto Jukino Szató Rika        | Páros       | B csoport · Románia (ROU) · Otilia Bădescu · Maria Bogoslov · 2-1 · Ghána (GHA) · Helen Amankwah · Patience Opokua · 2-0 · Kína (CHN) · Teng Ja-ping (Deng Yaping) · Csiao Hung (Qiao Hong) · 0-2                             | 2.         |                                     | kiesett           | kiesett           | kiesett           | 9.       |
| Hosino Mika Jamasita-Kaizu Fumijo | Páros       | H csoport · Indonézia (INA) · Ling Ling Minangmojo · Rossy Pratiwi Dipoyanti · 2-0 · Kuba (CUB) · Marisel Ramírez · Yolanda Rodríguez · 2-0 · Dél-Korea (KOR) · I Dzsongim (Lee Jeong-Im) · Hong Szunhva (Hong Sun-Hwa) · 1-2 | 2.         |                                     | kiesett           | kiesett           | kiesett           | 9.       |

## Atlétika
Férfi
| Versenyző                                                       | Versenyszám     | Előfutam | Előfutam | Előfutam | Negyeddöntő | Negyeddöntő | Negyeddöntő | Elődöntő | Elődöntő | Elődöntő | Döntő    | Döntő    |
| Versenyző                                                       | Versenyszám     | Idő      | Hely.    | Össz.    | Idő         | Hely.       | Össz.       | Idő      | Hely.    | Össz.    | Idő      | Helyezés |
| --------------------------------------------------------------- | --------------- | -------- | -------- | -------- | ----------- | ----------- | ----------- | -------- | -------- | -------- | -------- | -------- |
| Aoto Sindzsi                                                    | 100 m           | 10,54    | 5.       | 19.      | 10,53       | 7.          | 23.         | kiesett  | kiesett  | kiesett  | kiesett  | kiesett  |
| Inoue Szatoru                                                   | 100 m           | 10,48    | 2.       | 16.*     | 10,50       | 5.          | 22.         | kiesett  | kiesett  | kiesett  | kiesett  | kiesett  |
| Szugimoto Tacuo                                                 | 100 m           | 10,56    | 4.       | 23.      | kiesett     | kiesett     | kiesett     | kiesett  | kiesett  | kiesett  | kiesett  | kiesett  |
| Takano Szuszumu                                                 | 400 m           | 45,96    | 2.       | 21.      | 45,27       | 2.          | 9.*         | 45,09    | 4.       | 9.       | 45,18    | 8.       |
| Vatanabe Takahiró                                               | 400 m           | 46,45    | 5.       | 33.*     | kiesett     | kiesett     | kiesett     | kiesett  | kiesett  | kiesett  | kiesett  | kiesett  |
| Oszaki Szakae                                                   | 10 000 m        | 29:20,01 | 14.      | 32.      |             |             |             |          |          |          | kiesett  | kiesett  |
| Urata Haruo                                                     | 10 000 m        | 28:24,08 | 11.      | 13.      |             |             |             |          |          |          | 28:37,61 | 14.      |
| Ivaszaki Tosihiko                                               | 110 m gát       | 13,78    | 6.       | 19.      | 13,88       | 7.          | 20.         | kiesett  | kiesett  | kiesett  | kiesett  | kiesett  |
| Szaitó Josihiko                                                 | 400 m gát       | 49,01    | 4.       | 9.       |             |             |             | kiesett  | kiesett  | kiesett  | kiesett  | kiesett  |
| Jamazaki Kazuhiko                                               | 400 m gát       | 50,30    | 4.       | 29.*     |             |             |             | kiesett  | kiesett  | kiesett  | kiesett  | kiesett  |
| Morisita Kóicsi                                                 | Maraton         |          |          |          |             |             |             |          |          |          | 2:13:45  |          |
| Nakajama Takejuki                                               | Maraton         |          |          |          |             |             |             |          |          |          | 2:14:02  | 4.       |
| Tanigucsi Hiromi                                                | Maraton         |          |          |          |             |             |             |          |          |          | 8:14:42  | 8.       |
| Imamura Fumio                                                   | 50 km gyaloglás |          |          |          |             |             |             |          |          |          | 4:07:45  | 18.      |
| Koszaka Tadahiro                                                | 50 km gyaloglás |          |          |          |             |             |             |          |          |          | 4:14:24  | 24.      |
| Szonohara Takehiró                                              | 50 km gyaloglás |          |          |          |             |             |             |          |          |          | 4:13:22  | 22.      |
| Aoto Sindzsi Szuzuki Hiszacugu Inoue Szatoru Szugimoto Tacuo    | 4 × 100 m váltó | 39,16    | 3.       | 4.       |             |             |             | 38,81    | 4.       | 6.       | 38,77    | 6.       |
| Kan Maszajosi Takano Szuszumu Szaitó Josihiko Vatanabe Takahiró | 4 × 400 m váltó | 3:01,35  | 3.       | 7.       |             |             |             |          |          |          | kiesett  | kiesett  |

| Versenyző         | Versenyszám   | Selejtező             | Selejtező             | Döntő    | Döntő    |
| Versenyző         | Versenyszám   | Eredmény              | Helyezés              | Eredmény | Helyezés |
| ----------------- | ------------- | --------------------- | --------------------- | -------- | -------- |
| Szano Hirojuki    | Rúdugrás      | érvényes ugrás nélkül | érvényes ugrás nélkül | kiesett  | kiesett  |
| Morinaga Maszaki  | Távolugrás    | 779 cm                | 17.                   | kiesett  | kiesett  |
| Jamasita Norifumi | Hármasugrás   | 15,97 m               | 30.                   | kiesett  | kiesett  |
| Josida Maszami    | Gerelyhajítás | 73,88 m               | 23.                   | kiesett  | kiesett  |

Női
| Versenyző         | Versenyszám     | Előfutam | Előfutam | Előfutam | Döntő    | Döntő    |
| Versenyző         | Versenyszám     | Idő      | Hely.    | Össz.    | Idő      | Helyezés |
| ----------------- | --------------- | -------- | -------- | -------- | -------- | -------- |
| Igarasi Miki      | 10 000 m        | 32:45,47 | 10.      | 20.      | 32:09,58 | 14.      |
| Maki Izumi        | 10 000 m        | 32:07,91 | 6.       | 8.       | 31:55,06 | 12.      |
| Szuzuki Hiromi    | 10 000 m        | 34:29,64 | 18.      | 40.      | kiesett  | kiesett  |
| Arimori Júko      | Maraton         |          |          |          | 2:32:49  |          |
| Kokamo Jumi       | Maraton         |          |          |          | 2:58:18  | 29.      |
| Jamasita Szacsiko | Maraton         |          |          |          | 2:36:26  | 4.       |
| Itakura Miki      | 10 km gyaloglás |          |          |          | 47:11    | 23.      |
| Szató Júko        | 10 km gyaloglás |          |          |          | 47:43    | 24.      |

| Versenyző    | Versenyszám | Selejtező | Selejtező | Döntő    | Döntő    |
| Versenyző    | Versenyszám | Eredmény  | Helyezés  | Eredmény | Helyezés |
| ------------ | ----------- | --------- | --------- | -------- | -------- |
| Szató Megumi | Magasugrás  | 192 cm    | 16.       | 191 cm   | 7.       |

* - egy másik versenyzővel azonos időt ért el

## Baseball
| Japán baseballcsapat-játékoskeret | Japán baseballcsapat-játékoskeret |
| --- | --- |
| - Itó Tomohito - Kavabata Sinicsiró - Kodzsima Hirotami - Kohijama Maszahito - Kokubo Hiroki - Miva Takasi - Nakamoto Hirosi - Nisi Maszafumi - Nisijama Kazutaka - Ósima Kóicsi | - Szakagucsi Hirojuki - Szató Jaszuhiro - Szató Sinicsi - Szugijama Kento - Szugiura Maszanori - Takami Jaszunori - Tógó Akihiro - Tokunaga Kódzsi - Vakabajasi Sigeki - Vatanabe Kacumi - Szövetségi kapitány: Jamanaka Maszatake |

### Eredmények
Csoportkör
| Csapat                | M | Gy | V | P+ | P– | Pk  |
| --------------------- | - | -- | - | -- | -- | --- |
| Kuba                  | 7 | 7  | 0 | 78 | 14 | +64 |
| Japán                 | 7 | 5  | 2 | 60 | 15 | +45 |
| Tajvan                | 7 | 5  | 2 | 61 | 21 | +40 |
| Egyesült Államok      | 7 | 5  | 2 | 49 | 28 | +21 |
| Puerto Rico           | 7 | 2  | 5 | 22 | 48 | –26 |
| Dominikai Köztársaság | 7 | 2  | 5 | 23 | 60 | –37 |
| Olaszország           | 7 | 1  | 6 | 25 | 62 | –37 |
| Spanyolország         | 7 | 1  | 6 | 15 | 85 | –70 |

| 1992. július 26. |  | Puerto Rico (PUR) | 0 – 9 | Japán |  |  |
| 1992. július 26. |  |                   |       |       |  |  |

| 1992. július 27. |  | Japán (JPN) | 12 – 1 | Spanyolország |  |  |
| 1992. július 27. |  |             |        |               |  |  |

| 1992. július 28. |  | Kuba (CUB) | 8 – 2 | Japán |  |  |
| 1992. július 28. |  |            |       |       |  |  |

| 1992. július 29. |  | Japán (JPN) | 17 – 0 | Dominikai Köztársaság |  |  |
| 1992. július 29. |  |             |        |                       |  |  |

| 1992. július 31. |  | Japán (JPN) | 13 – 3 | Olaszország |  |  |
| 1992. július 31. |  |             |        |             |  |  |

| 1992. augusztus 1. |  | Japán (JPN) | 0 – 2 | Tajvan |  |  |
| 1992. augusztus 1. |  |             |       |        |  |  |

| 1992. augusztus 2. |  | Japán (JPN) | 7 – 1 | Egyesült Államok |  |  |
| 1992. augusztus 2. |  |             |       |                  |  |  |

Elődöntő
| 1992. augusztus 4. |  | Japán (JPN) | 2 – 5 | Tajvan |  |  |
| 1992. augusztus 4. |  |             |       |        |  |  |

Bronzmérkőzés
| 1992. augusztus 5. |  | Japán (JPN) | 8 – 3 | Egyesült Államok |  |  |
| 1992. augusztus 5. |  |             |       |                  |  |  |

| Csapat      | Helyezés |
| ----------- | -------- |
| Japán (JPN) |          |

## Birkózás
Kötöttfogású
| Versenyző          | Versenyszám | Csoportkör                                                                                               | Csoportkör | Helyosztók                  | Helyosztók        | Helyosztók        | Bronz- mérkőzés   | Döntő             | Helyezés    |
| Versenyző          | Versenyszám | Csoportkör                                                                                               | Csoportkör | 9. helyért                  | 7. helyért        | 5. helyért        | Bronz- mérkőzés   | Döntő             | Helyezés    |
| Versenyző          | Versenyszám | Ellenfél Eredmény                                                                                        | Hely.      | Ellenfél Eredmény           | Ellenfél Eredmény | Ellenfél Eredmény | Ellenfél Eredmény | Ellenfél Eredmény | Helyezés    |
| ------------------ | ----------- | --- | ---------- | --------------------------- | ----------------- | ----------------- | ----------------- | ----------------- | ----------- |
| Óhasi Maszanori    | 48 kg       | A csoport · Abdel Malek El-Aouad (MAR) · 15-0 · Lars Rønningen (NOR) · 0-2 · Oleg Kucserenko (EUN) · 2-7 | 5.         | Mohammed Hasszún (SYR) · DQ |                   |                   |                   |                   | 9.          |
| Hanahara Daiszuke  | 57 kg       | A csoport · Alekszandr Ignatyenko (EUN) · 0-3 · Sike András (HUN) · 1-8                                  | 10.        | kiesett                     | kiesett           | kiesett           | kiesett           | kiesett           | helyezetlen |
| Nisigucsi Sigeki   | 62 kg       | A csoport · Włodzimierz Zawadzki (POL) · 1-3 · Alexander Davidovich (ISR) · 2-0 · Buddy Lee (USA) · 4-5  | 6.         | kiesett                     | kiesett           | kiesett           | kiesett           | kiesett           | helyezetlen |
| Móri Takumi        | 68 kg       | A csoport · Ryszard Wolny (POL) · 0-1 · İslam Duqiçiyev (EUN) · 0-2                                      | 9.         | kiesett                     | kiesett           | kiesett           | kiesett           | kiesett           | helyezetlen |
| Morijama Jaszutosi | 90 kg       | B csoport · Om Dzsinhan (Eom Jin-Han) (KOR) · 0-1 · Mikael Ljungberg (SWE) · 0-5                         | 8.         | kiesett                     | kiesett           | kiesett           | kiesett           | kiesett           | helyezetlen |
| Nonomura Takasi    | 100 kg      | A csoport · Szong Szongil (Song Seong-Il) (KOR) · 0-3 · Ion Ieremciuc (ROU) · 0-5                        | 6.         | kiesett                     | kiesett           | kiesett           | kiesett           | kiesett           | helyezetlen |
| Szuzuki Kenicsi    | 130 kg      | B csoport · Tien Lej (Tian Lei) (CHN) · 0-4 (kétvállas) · Panajótisz Pikilídisz (GRE) · 0-2              | 8.         | kiesett                     | kiesett           | kiesett           | kiesett           | kiesett           | helyezetlen |

Szabadfogású
| Versenyző       | Versenyszám | Csoportkör | Csoportkör | Helyosztók        | Helyosztók        | Helyosztók                      | Bronz- mérkőzés            | Döntő             | Helyezés    |
| Versenyző       | Versenyszám | Csoportkör | Csoportkör | 9. helyért        | 7. helyért        | 5. helyért                      | Bronz- mérkőzés            | Döntő             | Helyezés    |
| Versenyző       | Versenyszám | Ellenfél Eredmény | Hely.      | Ellenfél Eredmény | Ellenfél Eredmény | Ellenfél Eredmény               | Ellenfél Eredmény          | Ellenfél Eredmény | Helyezés    |
| --------------- | ----------- | --- | ---------- | ----------------- | ----------------- | ------------------------------- | -------------------------- | ----------------- | ----------- |
| Szató Micuru    | 52 kg       | B csoport · Kim Szonhak (Kim Seon-Hak) (KOR) · 3-5 · Thierry Bourdin (FRA) · 7-3 (kétvállas) · Constantin Corduneanu (ROU) · 3-1 (kétvállas) · Zeke Jones (USA) · 5-9 | 3.         |                   |                   | Ahmet Orel (TUR) · visszalépett |                            |                   | 6.          |
| Okujama Keidzsi | 57 kg       | B csoport · Ahmed Naseer (PAK) · 5-0 · Kendall Cross (USA) · 0-5 (kétvállas) · Robert Dawson (CAN) · 3-4                                                              | 6.         | kiesett           | kiesett           | kiesett                         | kiesett                    | kiesett           | helyezetlen |
| Adacsi Takumi   | 62 kg       | A csoport · Giovanni Schillaci (ITA) · 1-2 · Karsten Polky (GER) · 5-7                                                                                                | 10.        | kiesett           | kiesett           | kiesett                         | kiesett                    | kiesett           | helyezetlen |
| Akaisi Kószei   | 68 kg       | A csoport · Elekes Endre (HUN) · 8-0 (kétvállas) · Jesús Rodríguez (CUB) · 1-0 · Francisco Barcia (ESP) · 9-0 · Arszen Fadzajev (EUN) · 1-3 · Fatih Özbaş (TUR) · 3-0 | 2.         |                   |                   |                                 | Ali Akbarnejad (IRI) · 4-0 |                   |             |
| Hara Josihiko   | 74 kg       | A csoport · Romelio Salas (COL) · 16-0 · Barend Labuschagne (RSA) · 7-1 · Gary Holmes (CAN) · 4-2 · Pak Csangszun (KOR) · 0-6 · visszalépett                          | 6.         | kiesett           | kiesett           | kiesett                         | kiesett                    | kiesett           | helyezetlen |
| Itó Acusi       | 82 kg       | A csoport · Elmagyi Zsabrailov (EUN) · 0-7 · Dvorák László (HUN) · 0-8                                                                                                | 10.        | kiesett           | kiesett           | kiesett                         | kiesett                    | kiesett           | helyezetlen |
| Óta Akira       | 90 kg       | A csoport · Grant Parker (NZL) · 0-0 (kétvállas) · Renato Lombardo (ITA) · DQ2 · Christopher Campbell (USA) · 0-4                                                     | 6.         | kiesett           | kiesett           | kiesett                         | kiesett                    | kiesett           | helyezetlen |
| Nakanisi Manabu | 100 kg      | A csoport · Arvi Aavik (EST) · 0-2 (kétvállas) · Kim Theu (Kim Tae-u) (KOR) · 1-8                                                                                     | 8.         | kiesett           | kiesett           | kiesett                         | kiesett                    | kiesett           | helyezetlen |
| Honda Tamon     | 130 kg      | A csoport · Ali Reza Soleimani (IRI) · 0-3 (kétvállas) · Rodney Figueroa (PUR) · 2-3                                                                                  | 6.         | kiesett           | kiesett           | kiesett                         | kiesett                    | kiesett           | helyezetlen |

DQ - kizárták

DQ2 - passzivitás miatt mindkét versenyzőt kizárták

## Cselgáncs
Férfi
| Versenyző        | Versenyszám  | Selejtező                     | 32-es főtábla                              | Nyolcaddöntő                                     | Negyeddöntő                           | Elődöntő                         | Vigaszág első kör | Vigaszág nyolcaddöntő          | Vigaszág negyeddöntő            | Vigaszág elődöntő                   | Bronz- mérkőzés                      | Döntő                                | Helyezés |
| Versenyző        | Versenyszám  | Ellenfél Eredmény             | Ellenfél Eredmény                          | Ellenfél Eredmény                                | Ellenfél Eredmény                     | Ellenfél Eredmény                | Ellenfél Eredmény | Ellenfél Eredmény              | Ellenfél Eredmény               | Ellenfél Eredmény                   | Ellenfél Eredmény                    | Ellenfél Eredmény                    | Helyezés |
| ---------------- | ------------ | ----------------------------- | ------------------------------------------ | ------------------------------------------------ | ------------------------------------- | -------------------------------- | ----------------- | ------------------------------ | ------------------------------- | ----------------------------------- | ------------------------------------ | ------------------------------------ | -------- |
| Kosino Tadanori  | Légsúly      | erőnyerő                      | Wágner József (HUN) · 1000-0000            | Csen Caj-liang (Chen Cailiang) (CHN) · 1000-0000 | Manfred Hiptmair (AUT) · 1000-0000    | Nazim Hüseynov (EUN) · 0000-0100 |                   |                                |                                 |                                     | Philippe Pradayrol (FRA) · 1100-0000 |                                      |          |
| Marujama Kendzsi | Harmatsúly   | erőnyerő                      | Benôit Campargue (FRA) · 1000-0000         | Jimmy Pedro (USA) · 0010-0000                    | Israel Hernández (CUB) · 0000-0001    |                                  |                   |                                | Dănuţ Pop (ROU) · 1000-0000     | Philip Laats (BEL) · 0000-1100      | kiesett                              |                                      | 7.       |
| Koga Tosihiko    | Könnyűsúly   | erőnyerő                      | Juan Vargas (ESA) · 1000-0000              | Si Cseng-seng (Shi Chengsheng) (CHN) · 0100-0000 | Wiesław Błach (POL) · 0010-0000       | Stefan Dott (GER) · 1000-0000    |                   |                                |                                 |                                     |                                      | Hajtós Bertalan (HUN) · 0010-0000    |          |
| Josida Hidehiko  | Váltósúly    | Hámid Fádul (SUD) · 1000-0000 | Fádi Szajkali (LIB) · 1000-0000            | Gastón García (ARG) · 1000-0000                  | Alexandru Ciupe (ROU) · 1000-0000     | Johan Laats (BEL) · 1000-0000    |                   |                                |                                 |                                     |                                      | Jason Morris (USA) · 1000-0000       |          |
| Okada Hirotaka   | Középsúly    | erőnyerő                      | Radzsinder Kumár Dhanger (IND) · 1000-0000 | Christopher Bacon (AUS) · 1000-0000              | Nicolas Gill (CAN) · 0000-0100        |                                  |                   |                                | Ben Spijkers (NED) · 1000-0000  | Yang Jong-Ok (KOR) · 0010-0000      | Axel Lobenstein (GER) · 0010-0000    |                                      |          |
| Kai Jaszuhiro    | Félnehézsúly | erőnyerő                      | Dano Pantić (IOP) · 1000-0000              | Theo Meijer (NED) · 0000-0010                    |                                       |                                  |                   | Vladas Burba (LTU) · 0010-0000 | Leonard White (USA) · 0001-0000 | Dmitrij Szergejev (EUN) · 0000-1000 | kiesett                              |                                      | 7.       |
| Ogava Naoja      | Nehézsúly    |                               | Atef Hussain (GUM) · 0001-0000             | Donald Obwoge (KEN) · 1000-0000                  | Harry van Barneveld (BEL) · 1000-0000 | David Douillet (FRA) · 1100-0000 |                   |                                |                                 |                                     |                                      | David Hahalejsvili (EUN) · 0000-1100 |          |

Női
| Versenyző        | Versenyszám  | Selejtező                         | Nyolcaddöntő                         | Negyeddöntő                            | Elődöntő                                             | Vigaszág nyolcaddöntő | Vigaszág negyeddöntő             | Vigaszág elődöntő                        | Bronz- mérkőzés                     | Döntő                            | Helyezés |
| Versenyző        | Versenyszám  | Ellenfél Eredmény                 | Ellenfél Eredmény                    | Ellenfél Eredmény                      | Ellenfél Eredmény                                    | Ellenfél Eredmény     | Ellenfél Eredmény                | Ellenfél Eredmény                        | Ellenfél Eredmény                   | Ellenfél Eredmény                | Helyezés |
| ---------------- | ------------ | --------------------------------- | ------------------------------------ | -------------------------------------- | ---------------------------------------------------- | --------------------- | -------------------------------- | ---------------------------------------- | ----------------------------------- | -------------------------------- | -------- |
| Tamura Rjóko     | Légsúly      | Amarilis Savón (CUB) · 0010-0000  | Andrea Rodrigues (BRA) · 1000-0000   | Li Aj-jüe (Li Aiyue) (CHN) · 1000-0000 | Karen Briggs (GBR) · 0001-0000                       |                       |                                  |                                          |                                     | Cécile Nowak (FRA) · 0000-0001   |          |
| Mizogucsi Noriko | Harmatsúly   | Lisa Boscarino (PUR) · 1000-0000  | Kim Eun-Hui (KOR) · 1100-0000        | Alessandra Giungi (ITA) · 0010-0000    | Jessica Gal (NED) · 1000-0000                        |                       |                                  |                                          |                                     | Almudena Muñoz (ESP) · 0000-0001 |          |
| Tateno Csijori   | Könnyűsúly   | erőnyerő                          | Gooitske Marsman (NED) · 0010-0000   | Miriam Blasco (ESP) · 0000-0010        |                                                      |                       | Csong Szonjong (KOR) · 1000-0000 | Maria Gontowicz-Szałas (POL) · 0001-0000 | Nicole Flagothier (BEL) · 1000-0000 |                                  |          |
| Kobajasi Takako  | Váltósúly    | Begoña Gómez (ESP) · 0000-0010    | kiesett                              | kiesett                                | kiesett                                              |                       |                                  |                                          |                                     |                                  | 20.      |
| Fudzsimoto Rjóko | Középsúly    | erőnyerő                          | Sandra Greaves (CAN) · 0000-0001     | kiesett                                | kiesett                                              |                       |                                  |                                          |                                     |                                  | 16.      |
| Tanabe Jóko      | Félnehézsúly | erőnyerő                          | Cristina Curto (ESP) · 1000-0000     | Katarina Håkansson (SWE) · 1000-0000   | Irene de Kok (NED) · 0010-0000                       |                       |                                  |                                          |                                     | Kim Midzsong (KOR) · 0000-0010   |          |
| Szakaue Jóko     | Nehézsúly    | Edilene Andrade (BRA) · 0010-0000 | Colleen Rosensteel (USA) · 1000-0000 | Claudia Weber (GER) · 1000-0000        | Csuang Hsziao-jen (Zhuang Xiaoyan) (CHN) · 0000-1000 |                       |                                  |                                          | Beata Maksymowa (POL) · 1000-0000   |                                  |          |

## Evezés
Férfi
| Versenyző | Versenyszám              | Előfutam | Előfutam | Vigaszág | Vigaszág | Elődöntő | Elődöntő | Elődöntő | Döntő | Döntő   | Döntő | Helyezés |
| Versenyző | Versenyszám              | Idő      | Hely.    | Idő      | Hely.    | Típus    | Idő      | Hely.    | Típus | Idő     | Hely. | Helyezés |
| --- | ------------------------ | -------- | -------- | -------- | -------- | -------- | -------- | -------- | ----- | ------- | ----- | -------- |
| Kimura Micuru Mimoto Kazuaki | Kormányos nélküli kettes | 7:25,20  | 5.       | 7:26,14  | 4.       |          |          |          | C     | 7:17,93 | 6.    | 18.      |
| Ivaguro Micsinori Macui Hirojosi Szakata Maszahiro Tanabe Jaszunori Mitome Hirosi Jamani Kazuhisza Ivacuki Takatosi Abe Tadasi Hajasi Hidekazu (kormányos) | Nyolcas                  | 5:42,97  | 5.       | 5:51,53  | 4.       |          |          |          | C     | 6:02,44 | 1.    | 13.      |

Női
| Versenyző                  | Versenyszám              | Előfutam | Előfutam | Vigaszág | Vigaszág | Elődöntő | Elődöntő | Elődöntő | Döntő | Döntő   | Döntő | Helyezés |
| Versenyző                  | Versenyszám              | Idő      | Hely.    | Idő      | Hely.    | Típus    | Idő      | Hely.    | Típus | Idő     | Hely. | Helyezés |
| -------------------------- | ------------------------ | -------- | -------- | -------- | -------- | -------- | -------- | -------- | ----- | ------- | ----- | -------- |
| Óta Nobuko Jamasita Mijuki | Kormányos nélküli kettes | 7:55,16  | 3.       |          |          | A/B      | 7:40,48  | 6.       | B     | 7:26,51 | 3.    | 9.       |

## Íjászat
Férfi
| Versenyző                                   | Versenyszám | Selejtező | Selejtező | Selejtező | Selejtező | Selejtező | Selejtező | Selejtező | Selejtező | Selejtező | Selejtező | Kieséses szakasz                               | Kieséses szakasz                                                                     | Kieséses szakasz  | Kieséses szakasz  | Kieséses szakasz  | Helyezés |
| Versenyző                                   | Versenyszám | 30 m      | 30 m      | 50 m      | 50 m      | 70 m      | 70 m      | 90 m      | 90 m      | Pont      | Hely.     | 32-es főtábla                                  | Nyolcaddöntő                                                                         | Negyeddöntő       | Elődöntő          | Döntő             | Helyezés |
| Versenyző                                   | Versenyszám | Pont      | Hely.     | Pont      | Hely.     | Pont      | Hely.     | Pont      | Hely.     | Pont      | Hely.     | Ellenfél Eredmény                              | Ellenfél Eredmény                                                                    | Ellenfél Eredmény | Ellenfél Eredmény | Ellenfél Eredmény | Helyezés |
| ------------------------------------------- | ----------- | --------- | --------- | --------- | --------- | --------- | --------- | --------- | --------- | --------- | --------- | ---------------------------------------------- | ------------------------------------------------------------------------------------ | ----------------- | ----------------- | ----------------- | -------- |
| Jamamoto Hirosi                             | Egyéni      | 352       | 6.        | 326       | 9.        | 323       | 24.       | 307       | 8.        | 1308      | 9.        | Sztanyiszlav Zabrodszkij (EUN) (24.) · 106-108 | kiesett                                                                              | kiesett           | kiesett           | kiesett           | 17.      |
| Nisikava Kijokazu                           | Egyéni      | 329       | 72.       | 314       | 44.       | 311       | 51.       | 271       | 62.       | 1225      | 61.       | kiesett                                        | kiesett                                                                              | kiesett           | kiesett           | kiesett           | 61.      |
| Oku Naoto                                   | Egyéni      | 337       | 59.       | 307       | 56.       | 324       | 21.       | 285       | 36.       | 1253      | 47.       | kiesett                                        | kiesett                                                                              | kiesett           | kiesett           | kiesett           | 47.      |
| Jamamoto Hirosi Nisikava Kijokazu Oku Naoto | Csapat      | 1018      | 17.       | 947       | 8.        | 958       | 10.       | 863       | 11.       | 3786      | 13.       |                                                | Egyesült Államok (USA) · Jay Barrs · Butch Johnson · Richard McKinney (4.) · 225-243 | kiesett           | kiesett           | kiesett           | 15.      |

Női
| Versenyző                                  | Versenyszám | Selejtező | Selejtező | Selejtező | Selejtező | Selejtező | Selejtező | Selejtező | Selejtező | Selejtező | Selejtező | Kieséses szakasz  | Kieséses szakasz                                                               | Kieséses szakasz  | Kieséses szakasz  | Kieséses szakasz  | Helyezés |
| Versenyző                                  | Versenyszám | 30 m      | 30 m      | 50 m      | 50 m      | 60 m      | 60 m      | 70 m      | 70 m      | Pont      | Hely.     | 32-es főtábla     | Nyolcaddöntő                                                                   | Negyeddöntő       | Elődöntő          | Döntő             | Helyezés |
| Versenyző                                  | Versenyszám | Pont      | Hely.     | Pont      | Hely.     | Pont      | Hely.     | Pont      | Hely.     | Pont      | Hely.     | Ellenfél Eredmény | Ellenfél Eredmény                                                              | Ellenfél Eredmény | Ellenfél Eredmény | Ellenfél Eredmény | Helyezés |
| ------------------------------------------ | ----------- | --------- | --------- | --------- | --------- | --------- | --------- | --------- | --------- | --------- | --------- | ----------------- | ------------------------------------------------------------------------------ | ----------------- | ----------------- | ----------------- | -------- |
| Fudzsita Reiko                             | Egyéni      | 323       | 57.       | 303       | 41.       | 317       | 38.       | 285       | 48.       | 1228      | 48.       | kiesett           | kiesett                                                                        | kiesett           | kiesett           | kiesett           | 48.      |
| Ikeda Jukiko                               | Egyéni      | 340       | 36.       | 294       | 49.       | 301       | 54.       | 288       | 45.       | 1223      | 49.       | kiesett           | kiesett                                                                        | kiesett           | kiesett           | kiesett           | 49.      |
| Nakagomi Keiko                             | Egyéni      | 332       | 48.       | 290       | 54.       | 317       | 38.       | 290       | 42.       | 1229      | 47.       | kiesett           | kiesett                                                                        | kiesett           | kiesett           | kiesett           | 47.      |
| Fudzsita Reiko Ikeda Jukiko Nakagomi Keiko | Csapat      | 995       | 15.       | 887       | 15.       | 935       | 15.       | 863       | 16.       | 3680      | 16.       |                   | Dél-Korea (KOR) · Lee Eun-Gyeong · Cho Yun-Jeong · Kim Szunjong (1.) · 222-244 | kiesett           | kiesett           | kiesett           | 15.      |

## Kajak-kenu

### Síkvízi
Férfi
| Versenyző                      | Versenyszám        | Előfutam | Előfutam | Előfutam | Elődöntő | Elődöntő | Elődöntő | Döntő   | Döntő    |
| Versenyző                      | Versenyszám        | Idő      | Hely.    | Össz.    | Idő      | Hely.    | Össz.    | Idő     | Helyezés |
| ------------------------------ | ------------------ | -------- | -------- | -------- | -------- | -------- | -------- | ------- | -------- |
| Tójama Kacuja Ucsino Cunehisza | Kenu kettes 500 m  | 1:55,69  | 8.       | 15.      | 1:47,58  | 6.       | 11.      | kiesett | kiesett  |
| Tójama Kacuja Ucsino Cunehisza | Kenu kettes 1000 m | 3:52,11  | 6.       | 13.      | 3:57,81  | 5.       | 9.       | kiesett | kiesett  |

Női
| Versenyző                  | Versenyszám        | Előfutam | Előfutam | Előfutam | Elődöntő | Elődöntő | Elődöntő | Döntő   | Döntő    |
| Versenyző                  | Versenyszám        | Idő      | Hely.    | Össz.    | Idő      | Hely.    | Össz.    | Idő     | Helyezés |
| -------------------------- | ------------------ | -------- | -------- | -------- | -------- | -------- | -------- | ------- | -------- |
| Kobajasi Mijuki Mutó Keiko | Kajak kettes 500 m | 1:48,40  | 4.       | 14.      | 1:46,38  | 9.       | 15.      | kiesett | kiesett  |

### Szlalom
Férfi
| Versenyző       | Versenyszám | Döntő    | Döntő    | Döntő    | Döntő    | Döntő         | Helyezés |
| Versenyző       | Versenyszám | 1. futam | 1. futam | 2. futam | 2. futam | Jobb eredmény | Helyezés |
| Versenyző       | Versenyszám | Pont     | Hely.    | Pont     | Hely.    | Pont          | Helyezés |
| --------------- | ----------- | -------- | -------- | -------- | -------- | ------------- | -------- |
| Fudzsino Cujosi | Kajak egyes | 128,92   | 32.      | 119,95   | 19.      | 119,95        | 28.      |

Női
| Versenyző       | Versenyszám | Döntő    | Döntő    | Döntő    | Döntő    | Döntő         | Helyezés |
| Versenyző       | Versenyszám | 1. futam | 1. futam | 2. futam | 2. futam | Jobb eredmény | Helyezés |
| Versenyző       | Versenyszám | Pont     | Hely.    | Pont     | Hely.    | Pont          | Helyezés |
| --------------- | ----------- | -------- | -------- | -------- | -------- | ------------- | -------- |
| Kobajasi Hiroko | Kajak egyes | 158,84   | 20.      | 253,79   | 25.      | 158,84        | 23.      |

## Kerékpározás

### Országúti kerékpározás
Férfi
| Versenyző         | Versenyszám   | Idő             | Helyezés      |
| ----------------- | ------------- | --------------- | ------------- |
| Fudzsino Tomokazu | Mezőnyverseny | 4:35:56(+0:35)  | 21.           |
| Fudzsita Kózó     | Mezőnyverseny | 5:02:11(+26:50) | 84.           |
| Tanaka Micuteru   | Mezőnyverseny | nem ért célba   | nem ért célba |

Női
| Versenyző      | Versenyszám   | Idő             | Helyezés |
| -------------- | ------------- | --------------- | -------- |
| Szuzuki Jumiko | Mezőnyverseny | 2:29:22(+24:40) | 50.      |

### Pálya-kerékpározás
Sprintversenyek
| Versenyző        | Versenyszám  | Selejtező | Selejtező | 1. forduló                                                         | 1. forduló | Vigaszág selejtező          | Vigaszág selejtező | Vigaszág döntő                                       | Vigaszág döntő | 2. forduló             | 2. forduló | Vigaszág             | Vigaszág | Negyeddöntő                           | 5–8. helyért                                                              | 5–8. helyért | Elődöntő             | Döntő                | Helyezés    |
| Versenyző        | Versenyszám  | Idő       | Hely.     | Ellenfelek Győztes idő                                             | Hely.      | Ellenfél Győztes idő        | Hely.              | Ellenfelek Győztes idő                               | Hely.          | Ellenfelek Győztes idő | Hely.      | Ellenfél Győztes idő | Hely.    | Ellenfél Győztes idő                  | Ellenfelek Győztes idő                                                    | Hely.        | Ellenfél Győztes idő | Ellenfél Győztes idő | Helyezés    |
| ---------------- | ------------ | --------- | --------- | ------------------------------------------------------------------ | ---------- | --------------------------- | ------------------ | ---------------------------------------------------- | -------------- | ---------------------- | ---------- | -------------------- | -------- | ------------------------------------- | ------------------------------------------------------------------------- | ------------ | -------------------- | -------------------- | ----------- |
| Kodzsima Keidzsi | Férfi egyéni | 10,902    | 11.       | Kenneth Carpenter (USA) · Tulus Widodo Kalimanto (INA) · 10,981    | 2.         | Andrew Myers (JAM) · 11,212 | 1.                 | Roberto Chiappa (ITA) · Ainārs Ķiksis (LAT) · 11,264 | 3.             | kiesett                | kiesett    | kiesett              | kiesett  | kiesett                               | kiesett                                                                   | kiesett      | kiesett              | kiesett              | helyezetlen |
| Kuroki Mika      | Női egyéni   | 12,513    | 10.       | Félicia Ballanger (FRA) · Cornelia Pareskevin-Young (USA) · 12,615 | 2.         |                             |                    | Daniela Larreal (VEN) · 12,453                       | 1.             |                        |            |                      |          | Ingrid Haringa (NED) · 12,662, 12,792 | Galina Yenyukhina (EUN) · Tanya Dubnicoff (CAN) · Vang Jen (CHN) · 12,575 | 3.           |                      |                      | 7.          |

Üldözőversenyek
| Versenyző                                                       | Versenyszám                | Selejtező | Selejtező | Negyeddöntő                   | Negyeddöntő | Negyeddöntő | Elődöntő     | Elődöntő  | Elődöntő | Döntő        | Döntő     | Helyezés |
| Versenyző                                                       | Versenyszám                | Idő       | Hely.     | Ellenfél Idő                  | Saját idő   | Hely.       | Ellenfél Idő | Saját idő | Hely.    | Ellenfél Idő | Saját idő | Helyezés |
| --------------------------------------------------------------- | -------------------------- | --------- | --------- | ----------------------------- | ----------- | ----------- | ------------ | --------- | -------- | ------------ | --------- | -------- |
| Ehara Maszamicu                                                 | Férfi egyéni üldözőverseny | 4:44,412  | 16.       | Cédric Mathy (BEL) · 4:33,942 | 4:41,287    | 15.         | kiesett      | kiesett   | kiesett  | kiesett      | kiesett   | 15.      |
| Hasimoto Szeiko                                                 | Női egyéni üldözőverseny   | 3:51,674  | 11.       | kiesett                       | kiesett     | kiesett     | kiesett      | kiesett   | kiesett  | kiesett      | kiesett   | 11.      |
| Andó Jaszuhiro Ehara Maszamicu Hasiszako Naikijo Madarame Makio | Férfi csapat üldözőverseny | 4:32,484  | 15.       | kiesett                       | kiesett     | kiesett     | kiesett      | kiesett   | kiesett  | kiesett      | kiesett   | 15.      |

Időfutam
| Versenyző        | Versenyszám           | Idő      | Helyezés |
| ---------------- | --------------------- | -------- | -------- |
| Kodzsima Keidzsi | Férfi egyéni időfutam | 1:05,994 | 10.      |

Pontversenyek
| Versenyző     | Versenyszám       | Selejtező | Selejtező | Selejtező | Selejtező | Döntő     | Döntő | Helyezés |
| Versenyző     | Versenyszám       | Csoport   | lekörözés | Pont      | Hely.     | lekörözés | Pont  | Helyezés |
| ------------- | ----------------- | --------- | --------- | --------- | --------- | --------- | ----- | -------- |
| Daimon Hirosi | Férfi pontverseny | B         | 1         | 12        | 11.       | -         | 14    | 11.      |

## Lovaglás
Díjlovaglás
| Versenyző         | Ló      | Versenyszám | Selejtező | Selejtező | Selejtező | Selejtező | Selejtező | Selejtező | Selejtező | Selejtező | Selejtező | Selejtező | Selejtező  | Selejtező  | Döntő   | Döntő   | Döntő   | Döntő   | Döntő   | Döntő   | Döntő   | Döntő   | Döntő   | Döntő   | Döntő      | Helyezés |
| Versenyző         | Ló      | Versenyszám | 1. kör    | 1. kör    | 2. kör    | 2. kör    | 3. kör    | 3. kör    | 4. kör    | 4. kör    | 5. kör    | 5. kör    | Összesítés | Összesítés | 1. kör  | 1. kör  | 2. kör  | 2. kör  | 3. kör  | 3. kör  | 4. kör  | 4. kör  | 5. kör  | 5. kör  | Összesítés | Helyezés |
| Versenyző         | Ló      | Versenyszám | Pont      | Hely.     | Pont      | Hely.     | Pont      | Hely.     | Pont      | Hely.     | Pont      | Hely.     | Pont       | Hely.      | Pont    | Hely.   | Pont    | Hely.   | Pont    | Hely.   | Pont    | Hely.   | Pont    | Hely.   | Pont       | Helyezés |
| ----------------- | ------- | ----------- | --------- | --------- | --------- | --------- | --------- | --------- | --------- | --------- | --------- | --------- | ---------- | ---------- | ------- | ------- | ------- | ------- | ------- | ------- | ------- | ------- | ------- | ------- | ---------- | -------- |
| Szakurai Josinaga | Matador | Egyéni      | 306       | 15.       | 282       | 44.       | 277       | 45.       | 292       | 27.       | 278       | 45.       | 1435       | 41.        | kiesett | kiesett | kiesett | kiesett | kiesett | kiesett | kiesett | kiesett | kiesett | kiesett | kiesett    | 41.      |

Díjugratás
| Versenyző                                                      | Ló                                    | Versenyszám | Selejtező | Selejtező | Selejtező | Selejtező | Selejtező | Selejtező | Selejtező  | Selejtező  | Döntő   | Döntő   | Döntő   | Döntő   | Végeredmény | Végeredmény |
| Versenyző                                                      | Ló                                    | Versenyszám | 1. kör    | 1. kör    | 2. kör    | 2. kör    | 2. kör    | 3. kör    | Összesítés | Összesítés | 1. kör  | 1. kör  | 2. kör  | 2. kör  | Végeredmény | Végeredmény |
| Versenyző                                                      | Ló                                    | Versenyszám | Pont      | Hely.     | Pont      | Össz.     | Hely.     | Pont      | Pont       | Hely.      | Bünt.   | Hely.   | Bünt.   | Hely.   | Pont/Bünt   | Helyezés    |
| -------------------------------------------------------------- | ------------------------------------- | ----------- | --------- | --------- | --------- | --------- | --------- | --------- | ---------- | ---------- | ------- | ------- | ------- | ------- | ----------- | ----------- |
| Higasira Hirokazu                                              | Baltimore                             | Egyéni      | 42,00     | 43.       | 33,50     | 75,50     | 52.       | 61,50     | 137,00     | 46.        | 17,50   | 33.     | kiesett | kiesett | 17,50       | 33.         |
| Okuno Rjúzó                                                    | Milky Way                             | Egyéni      | 48,00     | 40.       | 33,50     | 81,50     | 47.       | 70,00     | 151,50     | 32.        | 25,25   | 39.     | kiesett | kiesett | 25,25       | 39.         |
| Tomizava Hiroszuke                                             | Don Carlos                            | Egyéni      | 26,00     | 62.       | 36,00     | 62,00     | 59.       | 67,00     | 129,00     | 49.        | kiesett | kiesett | kiesett | kiesett | 129,00      | 49.         |
| Tomura Takasi                                                  | Dorina                                | Egyéni      | 47,00     | 41.       | 63,00     | 110,00    | 31.       | 69,00     | 179,00     | 15.        | 24,50   | 38.     | kiesett | kiesett | 24,50       | 38.         |
| Higasira Hirokazu Okuno Rjúzó Tomizava Hiroszuke Tomura Takasi | Baltimore Milky Way Don Carlos Dorina | Csapat      |           |           |           |           |           |           |            |            | 30,75   | 13.     | 29,50   | 12.     | 60,25       | 13.         |

Lovastusa
| Versenyző                                                    | Ló                                                | Versenyszám | Díjlovaglás | Díjlovaglás | Tereplovaglás | Tereplovaglás | Tereplovaglás | Díjugratás | Díjugratás | Végeredmény | Végeredmény |
| Versenyző                                                    | Ló                                                | Versenyszám | Bünt.       | Hely.       | Bünt.         | Hely.         | Össz.         | Bünt.      | Hely.      | Bünt.       | Helyezés    |
| ------------------------------------------------------------ | ------------------------------------------------- | ----------- | ----------- | ----------- | ------------- | ------------- | ------------- | ---------- | ---------- | ----------- | ----------- |
| Gotó Kódzsiró                                                | Retalic                                           | Egyéni      | 67,80       | 51.         | 78,40         | 35.           | 37.           | 15,00      | 42.        | 161,20      | 36.         |
| Ivatani Kazuhiro                                             | Lord Waterford                                    | Egyéni      | 61,20       | 27.         | 82,00         | 38.           | 33.           | 20,00      | 48.        | 163,20      | 37.         |
| Kovata Josihiko                                              | Hell At Dawn                                      | Egyéni      | 75,00       | 67.         | 50,80         | 22.           | 28.           | 10,00      | 24.        | 135,80      | 25.         |
| Mijazaki Eiki                                                | Mystery Cargo                                     | Egyéni      | 70,20       | 56.         | 47,60         | 17.           | 24.           | 20,00      | 48.        | 137,80      | 26.         |
| Gotó Kódzsiró Ivatani Kazuhiro Kovata Josihiko Mijazaki Eiki | Retalic Lord Waterford Hell At Dawn Mystery Cargo | Csapat      | 206,40      | 14.         | 184,40        | 6.            | 7.            | 45,00      | 11.        | 434,80      | 7.          |

## Műugrás
Férfi
| Versenyző      | Versenyszám        | Elődöntő | Elődöntő | Döntő   | Döntő    |
| Versenyző      | Versenyszám        | Pont     | Helyezés | Pont    | Helyezés |
| -------------- | ------------------ | -------- | -------- | ------- | -------- |
| Kaneto Keita   | Egyéni műugrás     | 295,74   | 31.      | kiesett | kiesett  |
| Kaneto Keita   | Egyéni toronyugrás | 391,05   | 7.       | 529,14  | 8.       |
| Jamagisi Iszao | Egyéni toronyugrás | 331,23   | 18.      | kiesett | kiesett  |
| Jamagisi Iszao | Egyéni műugrás     | 344,40   | 21.      | kiesett | kiesett  |

Női
| Versenyző      | Versenyszám        | Elődöntő | Elődöntő | Döntő   | Döntő    |
| Versenyző      | Versenyszám        | Pont     | Helyezés | Pont    | Helyezés |
| -------------- | ------------------ | -------- | -------- | ------- | -------- |
| Motobucsi Juki | Egyéni műugrás     | 301,23   | 4.       | 443,76  | 11.      |
| Motobucsi Juki | Egyéni toronyugrás | 239,01   | 26.      | kiesett | kiesett  |

## Ökölvívás
| Versenyző         | Versenyszám   | Selejtező                       | Nyolcaddöntő                | Negyeddöntő       | Elődöntő          | Döntő             | Helyezés |
| Versenyző         | Versenyszám   | Ellenfél Eredmény               | Ellenfél Eredmény           | Ellenfél Eredmény | Ellenfél Eredmény | Ellenfél Eredmény | Helyezés |
| ----------------- | ------------- | ------------------------------- | --------------------------- | ----------------- | ----------------- | ----------------- | -------- |
| Szaszaki Tadahiro | Papírsúly     | Domenic Figliomeni (CAN) · 5-3  | Valentin Barbu (ROU) · 7-10 | kiesett           | kiesett           | kiesett           | 9.       |
| Dobasi Sigejuki   | Könnyűsúly    | Delroy Leslie (JAM) · 11-5      | Julien Lorcy (FRA) · RSC    | kiesett           | kiesett           | kiesett           | 9.       |
| Kavakami Maszasi  | Váltósúly     | Adrian Carew-Dodson (GBR) · RSC | kiesett                     | kiesett           | kiesett           | kiesett           | 17.      |
| Nagasima Hirosi   | Nagyváltósúly | Maselino Masoe (ASA) · RSC      | kiesett                     | kiesett           | kiesett           | kiesett           | 17.      |

RSC - a játékvezető megállította a mérkőzést

## Öttusa
| Versenyző       | Versenyszám | Vívás    | Vívás | Vívás | Úszás  | Úszás | Úszás | Lövészet | Lövészet | Lövészet | Futás   | Futás | Futás | Lovaglás | Lovaglás | Lovaglás | Összesen    | Összesen |
| Versenyző       | Versenyszám | Pontszám | Pont  | Hely. | Idő    | Pont  | Hely. | Eredmény | Pont     | Hely.    | Idő     | Pont  | Hely. | Idő      | Pont     | Hely.    | Összes pont | Helyezés |
| --------------- | ----------- | -------- | ----- | ----- | ------ | ----- | ----- | -------- | -------- | -------- | ------- | ----- | ----- | -------- | -------- | -------- | ----------- | -------- |
| Mijagara Hirosi | Egyéni      | 25-40    | 633*  | 59.   | 3:37,4 | 1136  | 59.   | 186      | 1060     | 24.**    | 13:37,2 | 1114  | 33.   | 2:05,0   | 916      | 39.      | 4859        | 48.      |

* - vívásban 10 pontos büntetést kapott

** - hat másik versenyzővel azonos eredményt ért el

## Röplabda

### Férfi
| Japán férfi röplabdacsapat-játékoskeret                                                                      | Japán férfi röplabdacsapat-játékoskeret                                                                 |
| --- | --- |
| - Macuda Akihiko - Otaka Hidejuki - Kuriuzava Dzsunicsi - Minami Kacujuki - Óura Maszafumi - Ogino Maszadzsi | - Izumikava Maszajuki - Aojama Sigeru - Narita Takasi - Ueta Tacuja - Nakagaicsi Júicsi - Kavano Kacumi |

#### Eredmények
Csoportkör
A csoport
|                        |      | Mérkőzések | Mérkőzések | Szettek | Szettek | Szettek | Pontok | Pontok | Pontok |
| Csapat                 | Pont | Gy         | V          | Sz+     | Sz–     | SzA     | P+     | P–     | PA     |
| ---------------------- | ---- | ---------- | ---------- | ------- | ------- | ------- | ------ | ------ | ------ |
| Olaszország (ITA)      | 9    | 4          | 1          | 13      | 5       | 2,600   | 253    | 192    | 1,318  |
| Egyesült Államok (USA) | 9    | 4          | 1          | 13      | 8       | 1,625   | 287    | 257    | 1,117  |
| Spanyolország (ESP)    | 8    | 3          | 2          | 11      | 12      | 0,917   | 283    | 299    | 0,946  |
| Japán (JPN)            | 7    | 2          | 3          | 10      | 12      | 0,833   | 277    | 291    | 0,952  |
| Kanada (CAN)           | 6    | 1          | 4          | 10      | 12      | 0,833   | 286    | 279    | 1,025  |
| Franciaország (FRA)    | 6    | 1          | 4          | 6       | 14      | 0,429   | 200    | 268    | 0,746  |

| 1992. július 26. 13:00 | Egyesült Államok (USA)      | 1–3 | Japán (JPN) | Játékvezető: Ramis Samedov (AZE), Laert De Souza (BRA) |
| 1992. július 26. 13:00 | (15–8, 11–15, 10–15, 13–15) |     |             | Játékvezető: Ramis Samedov (AZE), Laert De Souza (BRA) |

| 1992. július 28. 15:00 | Japán (JPN)                      | 2–3 | Franciaország (FRA) | Játékvezető: Josebel Palmeirin (BRA), Jose Ramon Perez (CUB) |
| 1992. július 28. 15:00 | (8–15, 15–9, 11–15, 15–10, 9–15) |     |                     | Játékvezető: Josebel Palmeirin (BRA), Jose Ramon Perez (CUB) |

| 1992. július 30. 10:30 | Olaszország (ITA)    | 3–0 | Japán (JPN) | Játékvezető: Laert De Souza (BRA), Gabriel Gimenez (ESP) |
| 1992. július 30. 10:30 | (15–13, 15–7, 17–15) |     |             | Játékvezető: Laert De Souza (BRA), Gabriel Gimenez (ESP) |

| 1992. augusztus 1. 13:00 | Spanyolország (ESP)              | 3–2 | Japán (JPN) | Játékvezető: Jose Ramon Perez (CUB), Peter Scheffer (NED) |
| 1992. augusztus 1. 13:00 | (15–8, 5–15, 15–17, 15–7, 15–13) |     |             | Játékvezető: Jose Ramon Perez (CUB), Peter Scheffer (NED) |

| 1992. augusztus 3. 10:30 | Japán (JPN)                         | 3–2 | Kanada (CAN) | Játékvezető: Peter Scheffer (NED), Josebel Palmeirin (BRA) |
| 1992. augusztus 3. 10:30 | (11–15, 15–17, 15–11, 15–13, 15–10) |     |              | Játékvezető: Peter Scheffer (NED), Josebel Palmeirin (BRA) |

Negyeddöntő
| 1992. augusztus 5. 19:00 | Japán (JPN)          | 0–3 | Brazília (BRA) | Játékvezető: Genaro Torres (MEX), Gabriel Gimenez (ESP) |
| 1992. augusztus 5. 19:00 | (12–15, 5–15, 12–15) |     |                | Játékvezető: Genaro Torres (MEX), Gabriel Gimenez (ESP) |

Az 5–8. helyért
| 1992. augusztus 6. 16:30 | Egyesített Csapat (EUN)           | 2–3 | Japán (JPN) | Játékvezető: Jose Ramon Perez (CUB), Josebel Palmeirin (BRA) |
| 1992. augusztus 6. 16:30 | (8–15, 15–9, 13–15, 15–12, 16–17) |     |             | Játékvezető: Jose Ramon Perez (CUB), Josebel Palmeirin (BRA) |

Az 5. helyért
| 1992. augusztus 7. 17:30 | Olaszország (ITA)   | 3–0 | Japán (JPN) | Játékvezető: Jose Sanler Diaz (CUB), Jose Ramon Perez (CUB) |
| 1992. augusztus 7. 17:30 | (15–2, 15–7, 15–13) |     |             | Játékvezető: Jose Sanler Diaz (CUB), Jose Ramon Perez (CUB) |

| Csapat      | Helyezés |
| ----------- | -------- |
| Japán (JPN) | 6.       |

### Női
| Japán női röplabdacsapat-játékoskeret                                                                | Japán női röplabdacsapat-játékoskeret                                                                |
| --- | --- |
| - Tadzsimi Aszako - Nakanisi Csieko - Szató Icsiko - Naemura Ikujo - Nakamura Kazumi - Fukuda Kijoko | - Nakada Kumi - Isikake Micsijo - Jamaucsi Mika - Obajasi Motoko - Josihara Tomoko - Takahasi Jukiko |

#### Eredmények
Csoportkör
A csoport
|                         |      | Mérkőzések | Mérkőzések | Szettek | Szettek | Szettek | Pontok | Pontok | Pontok |
| Csapat                  | Pont | Gy         | V          | Sz+     | Sz–     | SzA     | P+     | P–     | PA     |
| ----------------------- | ---- | ---------- | ---------- | ------- | ------- | ------- | ------ | ------ | ------ |
| Egyesített Csapat (EUN) | 5    | 2          | 1          | 8       | 3       | 2,667   | 158    | 101    | 1,564  |
| Egyesült Államok (USA)  | 5    | 2          | 1          | 8       | 5       | 1,600   | 171    | 153    | 1,118  |
| Japán (JPN)             | 5    | 2          | 1          | 6       | 5       | 1,200   | 146    | 127    | 1,150  |
| Spanyolország (ESP)     | 3    | 0          | 3          | 0       | 9       | 0,000   | 41     | 135    | 0,304  |

| 1992. július 29. 13:00 | Egyesült Államok (USA)             | 2–3 | Japán (JPN) | Játékvezető: Heiner Loose (GER), Jose Sanler Diaz (CUB) |
| 1992. július 29. 13:00 | (15–13, 11–15, 12–15, 15–8, 13–15) |     |             | Játékvezető: Heiner Loose (GER), Jose Sanler Diaz (CUB) |

| 1992. július 31. 21:30 | Japán (JPN)        | 3–0 | Spanyolország (ESP) | Játékvezető: Jose Sanler Diaz (CUB), Peter Scheffer (NED) |
| 1992. július 31. 21:30 | (15–9, 15–1, 15–6) |     |                     | Játékvezető: Jose Sanler Diaz (CUB), Peter Scheffer (NED) |

| 1992. augusztus 2. 10:30 | Egyesített Csapat (EUN) | 3–0 | Japán (JPN) | Játékvezető: Genaro Torres (MEX), Konstantinos Margaritis (GRE) |
| 1992. augusztus 2. 10:30 | (15–13, 15–11, 15–11)   |     |             | Játékvezető: Genaro Torres (MEX), Konstantinos Margaritis (GRE) |

Rájátszás az elődöntőért
| 1992. augusztus 4. 21:30 | Japán (JPN)                 | 1–3 | Brazília (BRA) | Játékvezető: Jean-Francois Marty (FRA), Umberto Suprani (ITA) |
| 1992. augusztus 4. 21:30 | (16–14, 13–15, 13–15, 9–15) |     |                | Játékvezető: Jean-Francois Marty (FRA), Umberto Suprani (ITA) |

Az 5. helyért
| 1992. augusztus 6. 10:30 | Hollandia (NED)             | 1–3 | Japán (JPN) | Játékvezető: Laert De Souza (BRA), Neill Luebke (USA) |
| 1992. augusztus 6. 10:30 | (0–15, 15–11, 13–15, 10–15) |     |             | Játékvezető: Laert De Souza (BRA), Neill Luebke (USA) |

| Csapat      | Helyezés |
| ----------- | -------- |
| Japán (JPN) | 5.       |

## Sportlövészet
Férfi
| Versenyző           | Versenyszám           | Selejtező | Selejtező | Döntő   | Döntő    |
| Versenyző           | Versenyszám           | Pont      | Helyezés  | Pont    | Helyezés |
| ------------------- | --------------------- | --------- | --------- | ------- | -------- |
| Ónisi Kacumasza     | Gyorstüzelő pisztoly  | 579       | 22.*      | kiesett | kiesett  |
| Inagaki Mamoru      | Légpisztoly           | 577       | 14.****   | kiesett | kiesett  |
| Inagaki Mamoru      | Szabadpisztoly        | 543       | 37.****   | kiesett | kiesett  |
| Szemizuki Fumihisza | Szabadpisztoly        | 554       | 20.*      | kiesett | kiesett  |
| Szemizuki Fumihisza | Légpisztoly           | 570       | 35.***    | kiesett | kiesett  |
| Janagida Maszaru    | Légpuska              | 587       | 18.**     | kiesett | kiesett  |
| Koba Rjóhei         | Légpuska              | 584       | 27.***    | kiesett | kiesett  |
| Koba Rjóhei         | Sportpuska, fekvő     | 588       | 43.****   | kiesett | kiesett  |
| Koba Rjóhei         | Sportpuska, összetett | 1171      | 2.        | 1265,9  |          |
| Mera Akihiro        | Sportpuska, összetett | 1137      | 40.       | kiesett | kiesett  |
| Mera Akihiro        | Sportpuska, fekvő     | 592       | 26.****   | kiesett | kiesett  |

Női
| Versenyző        | Versenyszám           | Selejtező | Selejtező | Döntő   | Döntő    |
| Versenyző        | Versenyszám           | Pont      | Helyezés  | Pont    | Helyezés |
| ---------------- | --------------------- | --------- | --------- | ------- | -------- |
| Csikusza Hiszajo | Légpisztoly           | 374       | 31.***    | kiesett | kiesett  |
| Csikusza Hiszajo | Sportpisztoly         | 565       | 36.*      | kiesett | kiesett  |
| Kószai Noriko    | Légpuska              | 382       | 37.*      | kiesett | kiesett  |
| Kószai Noriko    | Sportpuska, összetett | 567       | 30.*      | kiesett | kiesett  |
| Minamoto Jóko    | Sportpuska, összetett | 563       | 34.       | kiesett | kiesett  |
| Minamoto Jóko    | Légpuska              | 381       | 39.**     | kiesett | kiesett  |

Nyílt
| Versenyző       | Versenyszám | Selejtező | Selejtező | Elődöntő | Elődöntő | Döntő   | Döntő    |
| Versenyző       | Versenyszám | Pont      | Helyezés  | Pont     | Helyezés | Pont    | Helyezés |
| --------------- | ----------- | --------- | --------- | -------- | -------- | ------- | -------- |
| Vatanabe Kazumi | Trap        | 148       | 1.        | 195      | 2.****   | 219     |          |
| Itó Szóicsiró   | Skeet       | 144       | 33.*****  | kiesett  | kiesett  | kiesett | kiesett  |

* - egy másik versenyzővel azonos eredményt ért el

** - két másik versenyzővel azonos eredményt ért el

*** - három másik versenyzővel azonos eredményt ért el

**** - négy másik versenyzővel azonos eredményt ért el

***** - nyolc másik versenyzővel azonos eredményt ért el

## Súlyemelés
| Versenyző            | Versenyszám | Szakítás                 | Szakítás                 | Lökés                    | Lökés                    | Összesen | Helyezés |
| Versenyző            | Versenyszám | Eredmény                 | Helyezés                 | Eredmény                 | Helyezés                 | Összesen | Helyezés |
| -------------------- | ----------- | ------------------------ | ------------------------ | ------------------------ | ------------------------ | -------- | -------- |
| Irei Acusi           | 52 kg       | 100,0                    | 10.                      | 122,5                    | 11.                      | 222,5    | 9.       |
| Vatanabe Hirosi      | 52 kg       | érvényes kísérlet nélkül | érvényes kísérlet nélkül | kiesett                  | kiesett                  | kiesett  | kiesett  |
| Nitta Kacuhisza      | 56 kg       | 105,0                    | 17.                      | 140,0                    | 9.                       | 245,0    | 13.      |
| Szakuma Kacuhiko     | 56 kg       | 120,0                    | 4.                       | 135,0                    | 12.                      | 255,0    | 5.       |
| Muraki-Ivata Jószuke | 60 kg       | 120,0                    | 12.                      | 150,0                    | 12.*                     | 270,0    | 11.      |
| Szató Kazuo          | 60 kg       | 115,0                    | 21.*                     | 145,0                    | 16.                      | 260,0    | 20.      |
| Horikosi Noriaki     | 67,5 kg     | 130,0                    | 12.                      | 165,0                    | 8.                       | 295,0    | 9.       |
| Mizuno Hideo         | 75 kg       | 137,5                    | 23.                      | 180,0                    | 14.                      | 317,5    | 21.      |
| Iszaoka Rjódzsi      | 82,5 kg     | 155,0                    | 14.                      | érvényes kísérlet nélkül | érvényes kísérlet nélkül | kiesett  | kiesett  |
| Nisimoto Josimicu    | 100 kg      | 165,0                    | 12.                      | 207,5                    | 8.                       | 372,5    | 8.       |

* - egy másik versenyzővel azonos eredményt ért el

## Szinkronúszás
| Versenyző                 | Versenyszám | Selejtező           | Selejtező           | Selejtező       | Selejtező  | Selejtező  | Döntő           | Döntő      | Helyezés |
| Versenyző                 | Versenyszám | Technikai gyakorlat | Technikai gyakorlat | Zenés gyakorlat | Összesítés | Összesítés | Zenés gyakorlat | Összesítés | Helyezés |
| Versenyző                 | Versenyszám | Pont                | Hely.               | Pont            | Pont       | Hely.      | Pont            | Pont       | Helyezés |
| ------------------------- | ----------- | ------------------- | ------------------- | --------------- | ---------- | ---------- | --------------- | ---------- | -------- |
| Kotani Mikako             | Egyéni      | 88,590              | 8.                  | kiesett         | kiesett    | kiesett    | kiesett         | kiesett    | kiesett  |
| Okuno Fumiko              | Egyéni      | 89,016              | 7.                  | 97,560          | 186,576    | 3.         | 98,040          | 187,056    |          |
| Takajama Aki              | Egyéni      | 87,920              | 10.                 | kiesett         | kiesett    | kiesett    | kiesett         | kiesett    | kiesett  |
| Okuno Fumiko Takajama Aki | Páros       | 88,468              | 3.                  | 97,600          | 186,068    | 3.         | 98,400          | 186,868    |          |

## Tenisz
Férfi
| Versenyző    | Versenyszám | 64-es főtábla                           | 32-es főtábla     | Nyolcaddöntő      | Negyeddöntő       | Elődöntő          | Döntő             | Helyezés |
| Versenyző    | Versenyszám | Ellenfél Eredmény                       | Ellenfél Eredmény | Ellenfél Eredmény | Ellenfél Eredmény | Ellenfél Eredmény | Ellenfél Eredmény | Helyezés |
| ------------ | ----------- | --------------------------------------- | ----------------- | ----------------- | ----------------- | ----------------- | ----------------- | -------- |
| Macuoka Súzó | Egyes       | Renzo Furlan (ITA) · 4-6, 3-6, 6-3, 4-6 | kiesett           | kiesett           | kiesett           | kiesett           | kiesett           | 33.      |

Női
| Versenyző                 | Versenyszám | 64-es főtábla                                     | 32-es főtábla                                                  | Nyolcaddöntő                                                          | Negyeddöntő       | Elődöntő          | Döntő             | Helyezés |
| Versenyző                 | Versenyszám | Ellenfél Eredmény                                 | Ellenfél Eredmény                                              | Ellenfél Eredmény                                                     | Ellenfél Eredmény | Ellenfél Eredmény | Ellenfél Eredmény | Helyezés |
| ------------------------- | ----------- | ------------------------------------------------- | -------------------------------------------------------------- | --------------------------------------------------------------------- | ----------------- | ----------------- | ----------------- | -------- |
| Date Kimiko               | Egyes       | Norine Simpson-Alter (CAN) · 7-5, 6-1             | Magdalena Maleeva (BUL) · 2-6, 4-6                             | kiesett                                                               | kiesett           | kiesett           | kiesett           | 17.      |
| Endó Mana                 | Egyes       | Elena Pampulova-Wagner (BUL) · 7-6(7–4), 7-6(8–6) | Arantxa Sánchez Vicario (ESP) · 0-6, 1-6                       | kiesett                                                               | kiesett           | kiesett           | kiesett           | 17.      |
| Szavamacu Naoko           | Egyes       | Anke Huber (GER) · 0-6, 6-4, 2-6                  | kiesett                                                        | kiesett                                                               | kiesett           | kiesett           | kiesett           | 33.      |
| Date Kimiko Kidovaki Maja | Páros       |                                                   | Dél-Korea (KOR) · Kim Il-Sun · Lee Jeong-Myeong · 5-2 feladták | Csehszlovákia (TCH) · Jana Novotná · Andrea Strnadová · 3-6, 6-7(4–7) | kiesett           | kiesett           | kiesett           | 9.       |

## Tollaslabda
| Versenyző                     | Versenyszám | Selejtező                                  | 32-es főtábla                                                              | Nyolcaddöntő                                                                                | Negyeddöntő                                                              | Elődöntő          | Döntő             | Helyezés |
| Versenyző                     | Versenyszám | Ellenfél Eredmény                          | Ellenfél Eredmény                                                          | Ellenfél Eredmény                                                                           | Ellenfél Eredmény                                                        | Ellenfél Eredmény | Ellenfél Eredmény | Helyezés |
| ----------------------------- | ----------- | ------------------------------------------ | -------------------------------------------------------------------------- | ------------------------------------------------------------------------------------------- | ------------------------------------------------------------------------ | ----------------- | ----------------- | -------- |
| Macsida Fumihiko              | Férfi egyes | Jacek Hankiewicz (POL) · 9-15, 15-13, 15-3 | Poul-Erik Høyer Larsen (DEN) · 2-15, 4-15                                  | kiesett                                                                                     | kiesett                                                                  | kiesett           | kiesett           | 17.      |
| Motojama Hideaki              | Férfi egyes | David Serrano (ESP) · 15-9, 15-10          | Rashid Sidek Mohamed (MAS) · 3-15, 2-15                                    | kiesett                                                                                     | kiesett                                                                  | kiesett           | kiesett           | 17.      |
| Kóhara Harumi                 | Női egyes   | erőnyerő                                   | Susi Susanti (INA) · 2-11, 2-11                                            | kiesett                                                                                     | kiesett                                                                  | kiesett           | kiesett           | 17.      |
| Mizui Hiszako                 | Női egyes   | Kerstin Ubben (GER) · 11-4, 11-1           | Zarinah Abdullah (SIN) · 12-5, 11-4                                        | Pang Szuhjon (KOR) · 10-12, 1-11                                                            | kiesett                                                                  | kiesett           | kiesett           | 9.       |
| Macuno Súdzsi Macuura Sindzsi | Férfi páros |                                            | Dél-afrikai Köztársaság (RSA) · Anton Kriel · Nico Meerholz · 15-4, 15-2   | Hongkong (HKG) · Chan Szíu-kvóng (Chan Siu Kwong) · Cung Hój-juk (Ng Pak Kum) · 18-16, 15-6 | Malajzia (MAS) · Jalani Sidek Mohamed · Razif Sidek Mohamed · 5-15, 4-15 | kiesett           | kiesett           | 5.       |
| Macsida Fumihiko Mija Kódzsi  | Férfi páros |                                            | Nagy-Britannia (GBR) · Christopher Hunt · Andy Goode · 10-15, 15-9, 12-15  | kiesett                                                                                     | kiesett                                                                  | kiesett           | kiesett           | 17.      |
| Mori Hiszako Dzsinnai Kimiko  | Női páros   |                                            | Dánia (DEN) · Pernille Dupont Jensen · Grete Mogensen · 14-18, 18-14, 10-2 | Kína (CHN) · Lin Jen-fen (Lin Yanfen) · Jao Fen (Yao Fen) · 7-15, 6-15                      | kiesett                                                                  | kiesett           | kiesett           | 9.       |
| Kóhara Harumi Mizui Hiszako   | Női páros   |                                            | Egyesült Államok (USA) · Linda French · Joy Kitzmiller · 15-6, 15-12       | Dél-Korea (KOR) · Hvang Hjejong · Csong Szojong · 11-15, 2-15                               | kiesett                                                                  | kiesett           | kiesett           | 9.       |
| Macuo Tomomi Szaszage Kjóko   | Női páros   |                                            | Bulgária (BUL) · Diana Filipova · Diana Koleva · 15-1, 15-2                | Indonézia (INA) · Aadjijatmiko Finarsih · Lili Tampi · 11-15, 8-15                          | kiesett                                                                  | kiesett           | kiesett           | 9.       |

## Torna
Férfi
| Versenyző                                                                                       | Versenyszám      | Selejtező | Selejtező | Döntő    | Döntő    |
| Versenyző                                                                                       | Versenyszám      | Pontszám  | Helyezés  | Pontszám | Helyezés |
| ----------------------------------------------------------------------------------------------- | ---------------- | --------- | --------- | -------- | -------- |
| Aihara Jutaka                                                                                   | Talaj            | 19,350    | 13.       | 9,737    | 5.       |
| Aihara Jutaka                                                                                   | Ugrás            | 19,200    | 9.        | 9,450    | 8.       |
| Aihara Jutaka                                                                                   | Korlát           | 19,300    | 12.       | kiesett  | kiesett  |
| Aihara Jutaka                                                                                   | Nyújtó           | 19,025    | 46.       | kiesett  | kiesett  |
| Aihara Jutaka                                                                                   | Gyűrű            | 19,125    | 36.       | kiesett  | kiesett  |
| Aihara Jutaka                                                                                   | Lólengés         | 18,975    | 35.       | kiesett  | kiesett  |
| Aihara Jutaka                                                                                   | Egyéni összetett | 114,975   | 21.       | kiesett  | kiesett  |
| Csinen Takasi                                                                                   | Talaj            | 19,225    | 24.       | kiesett  | kiesett  |
| Csinen Takasi                                                                                   | Ugrás            | 19,050    | 27.       | kiesett  | kiesett  |
| Csinen Takasi                                                                                   | Korlát           | 19,200    | 18.       | kiesett  | kiesett  |
| Csinen Takasi                                                                                   | Nyújtó           | 19,250    | 17.       | kiesett  | kiesett  |
| Csinen Takasi                                                                                   | Gyűrű            | 19,200    | 31.       | kiesett  | kiesett  |
| Csinen Takasi                                                                                   | Lólengés         | 19,350    | 11.       | kiesett  | kiesett  |
| Csinen Takasi                                                                                   | Egyéni összetett | 115,275   | 13.**     | 56,675   | 27.      |
| Hatakeda Josiaki                                                                                | Talaj            | 19,125    | 34.       | kiesett  | kiesett  |
| Hatakeda Josiaki                                                                                | Ugrás            | 19,025    | 30.       | kiesett  | kiesett  |
| Hatakeda Josiaki                                                                                | Korlát           | 19,300    | 12.       | kiesett  | kiesett  |
| Hatakeda Josiaki                                                                                | Nyújtó           | 19,400    | 8.        | 9,787    | 5.**     |
| Hatakeda Josiaki                                                                                | Gyűrű            | 19,050    | 40.       | kiesett  | kiesett  |
| Hatakeda Josiaki                                                                                | Lólengés         | 19,400    | 10.       | 9,775    | 6.       |
| Hatakeda Josiaki                                                                                | Egyéni összetett | 115,300   | 10.**     | 57,475   | 13.*     |
| Iketani Jukio                                                                                   | Talaj            | 19,500    | 4.        | 9,787    | *        |
| Iketani Jukio                                                                                   | Ugrás            | 19,075    | 23.       | kiesett  | kiesett  |
| Iketani Jukio                                                                                   | Korlát           | 19,300    | 12.       | kiesett  | kiesett  |
| Iketani Jukio                                                                                   | Nyújtó           | 18,650    | 67.       | kiesett  | kiesett  |
| Iketani Jukio                                                                                   | Gyűrű            | 19,600    | 8.        | 9,762    | 7.       |
| Iketani Jukio                                                                                   | Lólengés         | 19,325    | 12.       | kiesett  | kiesett  |
| Iketani Jukio                                                                                   | Egyéni összetett | 115,450   | 9.        | 56,900   | 23.*     |
| Macunaga Maszajuki                                                                              | Talaj            | 19,200    | 27.       | kiesett  | kiesett  |
| Macunaga Maszajuki                                                                              | Ugrás            | 19,125    | 17.       | kiesett  | kiesett  |
| Macunaga Maszajuki                                                                              | Korlát           | 19,350    | 9.        | 9,800    | **       |
| Macunaga Maszajuki                                                                              | Nyújtó           | 19,250    | 17.       | kiesett  | kiesett  |
| Macunaga Maszajuki                                                                              | Gyűrű            | 19,250    | 27.       | kiesett  | kiesett  |
| Macunaga Maszajuki                                                                              | Lólengés         | 18,150    | 80.       | kiesett  | kiesett  |
| Macunaga Maszajuki                                                                              | Egyéni összetett | 114,325   | 35.       | kiesett  | kiesett  |
| Nisikava Daiszuke                                                                               | Talaj            | 18,975    | 47.       | kiesett  | kiesett  |
| Nisikava Daiszuke                                                                               | Ugrás            | 19,075    | 23.       | kiesett  | kiesett  |
| Nisikava Daiszuke                                                                               | Korlát           | 19,350    | 9.        | 9,575    | 8.       |
| Nisikava Daiszuke                                                                               | Nyújtó           | 19,475    | 5.        | 9,787    | 5.**     |
| Nisikava Daiszuke                                                                               | Gyűrű            | 19,425    | 17.       | kiesett  | kiesett  |
| Nisikava Daiszuke                                                                               | Lólengés         | 18,800    | 51.       | kiesett  | kiesett  |
| Nisikava Daiszuke                                                                               | Egyéni összetett | 115,100   | 17.*      | kiesett  | kiesett  |
| Aihara Jutaka Csinen Takasi Hatakeda Josiaki Iketani Jukio Macunaga Maszajuki Nisikava Daiszuke | Csapat összetett |           |           | 578,250  |          |

Női
| Versenyző    | Versenyszám      | Selejtező | Selejtező | Döntő    | Döntő    |
| Versenyző    | Versenyszám      | Pontszám  | Helyezés  | Pontszám | Helyezés |
| ------------ | ---------------- | --------- | --------- | -------- | -------- |
| Koszuge Mari | Talaj            | 19,412    | 38.       | kiesett  | kiesett  |
| Koszuge Mari | Ugrás            | 19,637    | 24.       | kiesett  | kiesett  |
| Koszuge Mari | Felemás korlát   | 18,800    | 79.       | kiesett  | kiesett  |
| Koszuge Mari | Gerenda          | 19,400    | 31.       | kiesett  | kiesett  |
| Koszuge Mari | Egyéni összetett | 77,249    | 45.       | 39,162   | 17.      |
| Miura Hanako | Talaj            | 19,262    | 51.       | kiesett  | kiesett  |
| Miura Hanako | Ugrás            | 19,474    | 51.       | kiesett  | kiesett  |
| Miura Hanako | Felemás korlát   | 19,187    | 64.       | kiesett  | kiesett  |
| Miura Hanako | Gerenda          | 18,512    | 80.       | kiesett  | kiesett  |
| Miura Hanako | Egyéni összetett | 76,435    | 66.       | kiesett  | kiesett  |
| Szeo Kjóko   | Talaj            | 19,250    | 54.       | kiesett  | kiesett  |
| Szeo Kjóko   | Ugrás            | 19,587    | 32.       | kiesett  | kiesett  |
| Szeo Kjóko   | Felemás korlát   | 18,787    | 80.       | kiesett  | kiesett  |
| Szeo Kjóko   | Gerenda          | 19,037    | 51.       | kiesett  | kiesett  |
| Szeo Kjóko   | Egyéni összetett | 76,661    | 60.       | kiesett  | kiesett  |

* - egy másik versenyzővel azonos eredményt ért el

** - két másik versenyzővel azonos eredményt ért el

### Ritmikus gimnasztika
| Versenyző       | Versenyszám | Selejtező | Selejtező | Selejtező | Selejtező | Selejtező | Selejtező | Selejtező | Selejtező | Selejtező | Selejtező | Döntő   | Döntő   | Döntő   | Döntő   | Döntő    | Döntő    | Döntő   | Döntő   | Döntő    | Döntő    | Helyezés |
| Versenyző       | Versenyszám | Karika    | Karika    | Kötél     | Kötél     | Buzogány  | Buzogány  | Labda     | Labda     | Összesen  | Összesen  | Karika  | Karika  | Kötél   | Kötél   | Buzogány | Buzogány | Labda   | Labda   | Összesen | Összesen | Helyezés |
| Versenyző       | Versenyszám | Pont      | Hely.     | Pont      | Hely.     | Pont      | Hely.     | Pont      | Hely.     | Pont      | Hely.     | Pont    | Hely.   | Pont    | Hely.   | Pont     | Hely.    | Pont    | Hely.   | Pont     | Hely.    | Helyezés |
| --------------- | ----------- | --------- | --------- | --------- | --------- | --------- | --------- | --------- | --------- | --------- | --------- | ------- | ------- | ------- | ------- | -------- | -------- | ------- | ------- | -------- | -------- | -------- |
| Jamada Miho     | Egyéni      | 9,250     | 16.**     | 9,100     | 22.       | 9,050     | 15.***    | 9,000     | 29.       | 36,400    | 18.       | kiesett | kiesett | kiesett | kiesett | kiesett  | kiesett  | kiesett | kiesett | kiesett  | kiesett  | 18.      |
| Kavamoto Jukari | Egyéni      | 9,075     | 29.*      | 8,700     | 38.*      | 8,400     | 40.       | 8,875     | 33.*      | 35,050    | 37.       | kiesett | kiesett | kiesett | kiesett | kiesett  | kiesett  | kiesett | kiesett | kiesett  | kiesett  | 37.      |

* - egy másik versenyzővel azonos eredményt ért el

** - két másik versenyzővel azonos eredményt ért el

*** - három másik versenyzővel azonos eredményt ért el

## Úszás
Férfi
| Versenyző                                                 | Versenyszám            | Előfutam | Előfutam | Előfutam | Döntő   | Döntő   | Döntő   | Helyezés |
| Versenyző                                                 | Versenyszám            | Idő      | Hely.    | Össz.    | Típus   | Idő     | Hely.   | Helyezés |
| --------------------------------------------------------- | ---------------------- | -------- | -------- | -------- | ------- | ------- | ------- | -------- |
| Nakano Cutomu                                             | 50 m gyors             | kizárták | kizárták | kizárták | kiesett | kiesett | kiesett | kiesett  |
| Nakano Cutomu                                             | 100 m gyors            | 51,63    | 7.       | 34.      | kiesett | kiesett | kiesett | kiesett  |
| Ogata Sigeo                                               | 100 m gyors            | 52,74    | 1.       | 45.      | kiesett | kiesett | kiesett | kiesett  |
| Ogata Sigeo                                               | 400 m gyors            | 3:57,91  | 2.       | 24.      | kiesett | kiesett | kiesett | kiesett  |
| Ogata Sigeo                                               | 200 m gyors            | 1:53,42  | 4.       | 30.      | kiesett | kiesett | kiesett | kiesett  |
| Kuraszava Tosiaki                                         | 200 m gyors            | 1:53,75  | 5.       | 31.      | kiesett | kiesett | kiesett | kiesett  |
| Kuraszava Tosiaki                                         | 50 m gyors             | 24,61    | 2.       | 47.      | kiesett | kiesett | kiesett | kiesett  |
| Kuraszava Tosiaki                                         | 400 m vegyes           | kizárták | kizárták | kizárták | kiesett | kiesett | kiesett | kiesett  |
| Kató Maszasi                                              | 400 m gyors            | 4:00,66  | 4.       | 33.      | kiesett | kiesett | kiesett | kiesett  |
| Kató Maszasi                                              | 1500 m gyors           | 15:40,94 | 5.       | 16.      | kiesett | kiesett | kiesett | kiesett  |
| Itoi Hadzsime                                             | 100 m hát              | 56,18    | 4.       | 9.       | B       | 56,64   | 4.      | 12.      |
| Itoi Hadzsime                                             | 200 m hát              | 1:59,95  | 2.       | 7.       | A       | 1:59,52 | 4.      | 4.       |
| Szoraoka Keita                                            | 200 m hát              | 2:03,10  | 5.       | 20.*     | kiesett | kiesett | kiesett | kiesett  |
| Szoraoka Keita                                            | 100 m hát              | 57,64    | 4.       | 27.      | kiesett | kiesett | kiesett | kiesett  |
| Hajasi Akira                                              | 100 m mell             | 1:01,76  | 1.       | 2.       | A       | 1:01,86 | 4.      | 4.       |
| Hajasi Akira                                              | 200 m mell             | 2:14,61  | 3.       | 7.       | A       | 2:15,11 | 8.      | 8.       |
| Vatanabe Kendzsi                                          | 200 m mell             | 2:14,35  | 2.       | 5.       | A       | 2:14,70 | 7.      | 7.       |
| Vatanabe Kendzsi                                          | 100 m mell             | 1:03,29  | 1.       | 18.      | kiesett | kiesett | kiesett | kiesett  |
| Kavanaka Keiicsi                                          | 100 m pillangó         | 55,18    | 2.*      | 20*      | kiesett | kiesett | kiesett | kiesett  |
| Kavanaka Keiicsi                                          | 200 m pillangó         | 1:59,96  | 4.       | 8.       | A       | 1:58,97 | 5.      | 5.       |
| Mijosi Tomohiro                                           | 200 m pillangó         | 2:01,27  | 6.       | 17.      | kiesett | kiesett | kiesett | kiesett  |
| Mijosi Tomohiro                                           | 100 m pillangó         | 55,98    | 5.       | 34.      | kiesett | kiesett | kiesett | kiesett  |
| Kinugasza Tacuja                                          | 200 m vegyes           | 2:03,32  | 4.       | 10.      | B       | 2:04,29 | 5.      | 13.      |
| Fudzsimoto Takahiro                                       | 200 m vegyes           | 2:04,89  | 5.       | 16.      | B       | 2:07,74 | 7.      | 15.      |
| Fudzsimoto Takahiro                                       | 400 m vegyes           | 4:20,07  | 4.       | 7.       | A       | 4:23,80 | 8.      | 8.       |
| Itoi Hadzsime Hajasi Akira Kavanaka Keiicsi Nakano Cutomu | 4 × 100 m vegyes váltó | 3:43,88  | 3.       | 8.       | A       | 3:43,25 | 8.      | 8.       |

Női
| Versenyző                                          | Versenyszám            | Előfutam | Előfutam | Előfutam | Döntő   | Döntő        | Döntő        | Helyezés     |
| Versenyző                                          | Versenyszám            | Idő      | Hely.    | Össz.    | Típus   | Idő          | Hely.        | Helyezés     |
| -------------------------------------------------- | ---------------------- | -------- | -------- | -------- | ------- | ------------ | ------------ | ------------ |
| Macudo Sina                                        | 50 m gyors             | 27,36    | 4.       | 34.*     | kiesett | kiesett      | kiesett      | kiesett      |
| Nakano Ajako                                       | 50 m gyors             | 26,74    | 7.       | 20.      | kiesett | kiesett      | kiesett      | kiesett      |
| Nakano Ajako                                       | 100 m gyors            | 57,71    | 6.       | 22.      | kiesett | kiesett      | kiesett      | kiesett      |
| Csiba Szuzu                                        | 100 m gyors            | 56,26    | 3.       | 9.       | B       | 55,97        | 1.           | 9.           |
| Csiba Szuzu                                        | 400 m gyors            | 4:13,85  | 5.       | 8.       | A       | 4:15,71      | 8.           | 8.           |
| Csiba Szuzu                                        | 200 m gyors            | 2:00,96  | 3.       | 8.       | A       | 2:00,64      | 6.           | 6.           |
| Koikava Jóko                                       | 200 m gyors            | 2:03,32  | 6.       | 17.      | B       | visszalépett | visszalépett | visszalépett |
| Koikava Jóko                                       | 100 m hát              | 1:02,83  | 3.       | 7.       | A       | 1:03,23      | 8.           | 8.           |
| Inada Noriko                                       | 100 m hát              | 1:03,21  | 5.       | 13.      | B       | 1:03,42      | 4.           | 12.          |
| Inada Noriko                                       | 200 m hát              | 2:15,74  | 5.       | 14.      | B       | 2:17,68      | 7.           | 15.          |
| Torikai Dzsunko                                    | 200 m hát              | 2:16,13  | 6.       | 17.**    | B       | 2:15,20      | 3            | 11.          |
| Ivaszaki Kjóko                                     | 100 m mell             | 1:11,00  | 5.       | 13.      | B       | 1:11,16      | 5.           | 13.          |
| Ivaszaki Kjóko                                     | 200 m mell             | 2:27,78  | 2.       | 2.       | A       | 2:26,65      | 1.           |              |
| Kaszuja Kjóko                                      | 200 m mell             | 2:32,55  | 5.       | 15.      | B       | 2:32,97      | 5.           | 13.          |
| Kaszuja Kjóko                                      | 100 m mell             | 1:11,60  | 6.       | 17.      | kiesett | kiesett      | kiesett      | kiesett      |
| Kandó Jóko                                         | 100 m pillangó         | 1:01,56  | 5.       | 15.      | B       | 1:01,32      | 3.           | 11.          |
| Sitó Rie                                           | 100 m pillangó         | 1:01,04  | 3.       | 8.       | A       | 1:01,16      | 8.           | 8.           |
| Sitó Rie                                           | 200 m pillangó         | 2:11,00  | 1.       | 3.       | A       | 2:10,24      | 5.           | 5.           |
| Haruna Mika                                        | 200 m pillangó         | 2:11,21  | 1.       | 4.       | A       | 2:09,88      | 4.           | 4.           |
| Hiranaka Hideko                                    | 200 m vegyes           | 2:18,13  | 5.       | 15.      | B       | 2:18,47      | 1.           | 9.           |
| Hiranaka Hideko                                    | 400 m vegyes           | 4:47,92  | 4.       | 8.       | A       | 4:46,24      | 5.           | 5.           |
| Kimura Eri                                         | 400 m vegyes           | 4:46,17  | 2.       | 5.       | A       | 4:47,78      | 7.           | 7.           |
| Kimura Eri                                         | 200 m vegyes           | 2:18,63  | 6.       | 16.      | B       | 2:18,91      | 4.           | 12.          |
| Nakano Ajako Koikava Jóko Macudo Sina Csiba Szuzu  | 4 × 100 m gyorsváltó   | 3:49,91  | 5.       | 10.      | kiesett | kiesett      | kiesett      | kiesett      |
| Koikava Jóko Ivaszaki Kjóko Kandó Jóko Csiba Szuzu | 4 × 100 m vegyes váltó | 4:11,48  | 2.       | 5.       | A       | 4:09,92      | 7.           | 7.           |

* - egy másik versenyzővel azonos időt ért el

** - egy másik versenyző visszalépése miatt indulhatott a B döntőben

## Vitorlázás
Férfi
| Versenyző                   | Versenyszám    | Futam | Futam | Futam | Futam | Futam | Futam  | Futam | Pontszám | Helyezés |
| Versenyző                   | Versenyszám    | 1     | 2     | 3     | 4     | 5     | 6      | 7     | Pontszám | Helyezés |
| --------------------------- | -------------- | ----- | ----- | ----- | ----- | ----- | ------ | ----- | -------- | -------- |
| Hirobe Motohiro Ócu Sindzsi | 470-es osztály | 14,0  | 10,0  | 8,0   | 21,0  | 34,0  | (44,0) | 19,0  | 106,0    | 12.      |

Női
| Versenyző                   | Versenyszám    | Futam | Futam | Futam | Futam | Futam | Futam  | Futam | Pontszám | Helyezés |
| Versenyző                   | Versenyszám    | 1     | 2     | 3     | 4     | 5     | 6      | 7     | Pontszám | Helyezés |
| --------------------------- | -------------- | ----- | ----- | ----- | ----- | ----- | ------ | ----- | -------- | -------- |
| Kinosita Alicia Sige Jumiko | 470-es osztály | 8,0   | 0,0   | 14,0  | 10,0  | 16,0  | (19,0) | 5,7   | 53,7     | 5.       |

Nyílt
| Versenyző                                             | Versenyszám | Előfutam | Előfutam | Előfutam | Előfutam | Előfutam | Előfutam | Előfutam | Előfutam | Csoportkör | Csoportkör | Csoportkör | Csoportkör | Csoportkör | Csoportkör | Csoportkör | Kieséses szakasz | Kieséses szakasz | Helyezés |
| Versenyző                                             | Versenyszám | 1        | 2        | 3        | 4        | 5        | 6        | Pont     | Hely.    |            |            |            |            |            | Pont       | Hely.      | Elődöntő         | Döntő            | Helyezés |
| ----------------------------------------------------- | ----------- | -------- | -------- | -------- | -------- | -------- | -------- | -------- | -------- | ---------- | ---------- | ---------- | ---------- | ---------- | ---------- | ---------- | ---------------- | ---------------- | -------- |
| Fudzsivara Jaszuharu Komacu Kazunori Takasiro Hideaki | Soling      | 23,0     | (25,0)   | 19,0     | 19,0     | 0,0      | 19,0     | 80,0     | 12.      | kiesett    | kiesett    | kiesett    | kiesett    | kiesett    | kiesett    | kiesett    | kiesett          | kiesett          | 12.      |

## Vívás
Férfi
| Versenyző         | Versenyszám       | Csoportkör | Csoportkör | Selejtező                           | 32-es főtábla                       | Egyenes ág a negyeddöntőért | Egyenes ág a negyeddöntőért | Vigaszág a negyeddöntőért        | Vigaszág a negyeddöntőért         | Vigaszág a negyeddöntőért | Vigaszág a negyeddöntőért | Negyeddöntő       | Elődöntő          | Döntő             | Helyezés |
| Versenyző         | Versenyszám       | Csoportkör | Csoportkör | Selejtező                           | 32-es főtábla                       | 1. kör                      | 2. kör                      | 1. kör                           | 2. kör                            | 3. kör                    | 4. kör                    | Negyeddöntő       | Elődöntő          | Döntő             | Helyezés |
| Versenyző         | Versenyszám       | Ellenfél Eredmény | Hely.      | Ellenfél Eredmény                   | Ellenfél Eredmény                   | Ellenfél Eredmény           | Ellenfél Eredmény           | Ellenfél Eredmény                | Ellenfél Eredmény                 | Ellenfél Eredmény         | Ellenfél Eredmény         | Ellenfél Eredmény | Ellenfél Eredmény | Ellenfél Eredmény | Helyezés |
| ----------------- | ----------------- | --- | ---------- | ----------------------------------- | ----------------------------------- | --------------------------- | --------------------------- | -------------------------------- | --------------------------------- | ------------------------- | ------------------------- | ----------------- | ----------------- | ----------------- | -------- |
| Abe Kinja         | Tőr, egyéni       | 9. csoport · Guillermo Betancourt (CUB) · 1-5 · Patrice Lhôtellier (FRA) · 1-5 · Lou Mún-tóng (Lo Moon Tong) (HKG) · 5-4 · Benoît Giasson (CAN) · 5-0 · Záhi el-Húri (LIB) · 5-3                          | 3.         | William Gosbee (GBR) · 5-6, 0-5     | kiesett                             | kiesett                     | kiesett                     | kiesett                          | kiesett                           | kiesett                   | kiesett                   | kiesett           | kiesett           | kiesett           | 35.      |
| Icsigatani Hiroki | Tőr, egyéni       | 7. csoport · Stefano Cerioni (ITA) · 0-5 · Philippe Omnès (FRA) · 0-5 · Busa István (HUN) · 5-4 · Andrés García (ESP) · 5-1 · Heinrich van Garderen (RSA) · 5-1 · Mísel Júszef (LIB) · 5-1                | 3.         | Andrés García (ESP) · 5-3, 0-5, 1-5 | kiesett                             | kiesett                     | kiesett                     | kiesett                          | kiesett                           | kiesett                   | kiesett                   | kiesett           | kiesett           | kiesett           | 33.      |
| Nagano Josihide   | Tőr, egyéni       | 6. csoport · Ulrich Schreck (GER) · 2-5 · Oscar García Pérez (CUB) · 2-5 · Michael Ludwig (AUT) · 5-3 · Vu Hszing-jao (Wu Xing Yao) (HKG) · 5-3 · Donald McKenzie (GBR) · 4-5                             | 4.*        | Michael Marx (USA) · 5-2, 5-3       | Piotr Kiełpikowski (POL) · 2-5, 3-5 |                             |                             | Donald McKenzie (GBR) · 5-3, 5-0 | Érsek Zsolt (HUN) · 6-5, 3-5, 3-5 | kiesett                   | kiesett                   | kiesett           | kiesett           | kiesett           | 23.      |
| Tanabe Norikazu   | Párbajtőr, egyéni | 7. csoport · Sandro Cuomo (ITA) · 5-5 · Bogdan Nowosielski (CAN) · 3-5 · Fernando de la Peña (ESP) · 1-5 · Hegedűs Ferenc (HUN) · 2-5 · Gabriel Pantelimon (ROU) · 5-4 · Dario Torrente (RSA) · 5-4       | 6.         | Andrej Suvalov (EUN) · 0-5, 4-6     | kiesett                             | kiesett                     | kiesett                     | kiesett                          | kiesett                           | kiesett                   | kiesett                   | kiesett           | kiesett           | kiesett           | 51.      |
| Hasimoto Hirosi   | Kard, egyéni      | 6. csoport · Nébald György (HUN) · 0-5 · Marco Marin (ITA) · 2-5 · Grigorij Kirijenko (EUN) · 1-5 · Raúl Peinador (ESP) · 2-5 · Cseng Csao-kang (Zheng Zhaokang) (CHN) · 3-5 · Dario Torrente (RSA) · 4-5 | 7.         | kiesett                             | kiesett                             | kiesett                     | kiesett                     | kiesett                          | kiesett                           | kiesett                   | kiesett                   | kiesett           | kiesett           | kiesett           | 41.      |

Női
| Versenyző       | Versenyszám | Csoportkör | Csoportkör | Selejtező                         | 32-es főtábla     | Egyenes ág a negyeddöntőért | Egyenes ág a negyeddöntőért | Vigaszág a negyeddöntőért | Vigaszág a negyeddöntőért | Vigaszág a negyeddöntőért | Vigaszág a negyeddöntőért | Negyeddöntő       | Elődöntő          | Döntő             | Helyezés |
| Versenyző       | Versenyszám | Csoportkör | Csoportkör | Selejtező                         | 32-es főtábla     | 1. kör                      | 2. kör                      | 1. kör                    | 2. kör                    | 3. kör                    | 4. kör                    | Negyeddöntő       | Elődöntő          | Döntő             | Helyezés |
| Versenyző       | Versenyszám | Ellenfél Eredmény | Hely.      | Ellenfél Eredmény                 | Ellenfél Eredmény | Ellenfél Eredmény           | Ellenfél Eredmény           | Ellenfél Eredmény         | Ellenfél Eredmény         | Ellenfél Eredmény         | Ellenfél Eredmény         | Ellenfél Eredmény | Ellenfél Eredmény | Ellenfél Eredmény | Helyezés |
| --------------- | ----------- | --- | ---------- | --------------------------------- | ----------------- | --------------------------- | --------------------------- | ------------------------- | ------------------------- | ------------------------- | ------------------------- | ----------------- | ----------------- | ----------------- | -------- |
| Takajanagi Júko | Tőr, egyéni | 1. csoport · Monika Maciejewsk (POL) · 3-5 · Thalie Tremblay (CAN) · 3-5 · Gisèle Meygret (FRA) · 3-5 · Margherita Zalaffi (ITA) · 5-4 · I Jeong-Suk (KOR) · 5-3 · Heidi Botha (RSA) · 5-3 | 6.         | Renée Aubin (CAN) · 0-5, 5-2, 5-6 | kiesett           | kiesett                     | kiesett                     | kiesett                   | kiesett                   | kiesett                   | kiesett                   | kiesett           | kiesett           | kiesett           | 33.      |

* - egy másik versenyzővel azonos eredményt ért el